# Combats du Bois-le-Prêtre
 (janvier 2025).
La mise en forme du texte ne suit pas les recommandations de Wikipédia : il faut le « wikifier ».
Les points d'amélioration suivants sont les cas les plus fréquents. Le détail des points à revoir est peut-être précisé sur la page de discussion.
- Les titres sont pré-formatés par le logiciel. Ils ne sont ni en capitales, ni en gras.
- Le texte ne doit pas être écrit en capitales (les noms de famille non plus), ni en gras, ni en italique, ni en « petit »…
- Le gras n'est utilisé que pour surligner le titre de l'article dans l'introduction, une seule fois.
- L'italique est rarement utilisé : mots en langue étrangère, titres d'œuvres, noms de bateaux, etc.
- Les citations ne sont pas en italique mais en corps de texte normal. Elles sont entourées par des guillemets français : « et ».
- Les listes à puces sont à éviter, des paragraphes rédigés étant largement préférés. Les tableaux sont à réserver à la présentation de données structurées (résultats, etc.).
- Les appels de note de bas de page (petits chiffres en exposant, introduits par l'outil «  Source ») sont à placer entre la fin de phrase et le point final[comme ça].
- Les liens internes (vers d'autres articles de Wikipédia) sont à choisir avec parcimonie. Créez des liens vers des articles approfondissant le sujet. Les termes génériques sans rapport avec le sujet sont à éviter, ainsi que les répétitions de liens vers un même terme.
- Les liens externes sont à placer uniquement dans une section « Liens externes », à la fin de l'article. Ces liens sont à choisir avec parcimonie suivant les règles définies. Si un lien sert de source à l'article, son insertion dans le texte est à faire par les notes de bas de page.
- La présentation des références doit suivre les conventions bibliographiques. Il est recommandé d'utiliser les modèles {{Ouvrage}}, {{Chapitre}}, {{Article}}, {{Lien web}} et/ou {{Bibliographie}}. Le mode d'édition visuel peut mettre en forme automatiquement les références.
- Insérer une infobox (cadre d'informations à droite) n'est pas obligatoire pour parachever la mise en page.

Pour une aide détaillée, merci de consulter Aide:Wikification.
Si vous pensez que ces points ont été résolus, vous pouvez retirer ce bandeau et améliorer la mise en forme d'un autre article.
Première Guerre mondiale
Batailles
Front d'Europe de l’Ouest
- Liège (8-1914)
- Namur (8-1914)
- Frontières (8-1914)
- Anvers (9-1914)
- Grande Retraite (9-1914)
- Marne (9-1914)
- Course à la mer (9-1914)
- Yser (10-1914)
- Messines (10-1914)
- Ypres (10-1914)
- Givenchy (12-1914)
- 1re Champagne (12-1914)
- Hartmannswillerkopf (1-1915)
- Neuve-Chapelle (3-1915)
- 2e Ypres (4-1915)
- Colline 60 (4-1915)
- Artois (5-1915)
- Festubert (5-1915)
- Quennevières (6-1915)
- Linge (7-1915)
- 2e Artois (9-1915)
- 2e Champagne (9-1915)
- Loos (9-1915)
- Verdun (2-1916)
- Redoute Hohenzollern (3-1916)
- Hulluch (4-1916)
- 1re Somme (7-1916)
- Fromelles (7-1916)
- Arras (4-1917)
- Vimy (4-1917)
- Chemin des Dames (4-1917)
- 3e Champagne (4-1917)
- 2e Messines (6-1917)
- Passchendaele (7-1917)
- Cote 70 (8-1917)
- 2e Verdun (8-1917)
- Malmaison (10-1917)
- Cambrai (11-1917)
- Bombardements de Paris (1-1918)
- Offensive du Printemps (3-1918)
- Lys (4-1918)
- Aisne (5-1918)
- Bois Belleau (6-1918)
- 2e Marne (7-1918)
- 4e Champagne (7-1918)
- Château-Thierry (7-1918)
- Le Hamel (7-1918)
- Amiens (8-1918)
- Cent-Jours (8-1918)
- 2e Somme (9-1918)
- Bataille de la ligne Hindenburg
- Meuse-Argonne (10-1918)
- Cambrai (10-1918)

Front italien
Front d'Europe de l’Est
Front des Balkans
Front du Moyen-Orient
Front africain
Bataille de l'Atlantique
Les combats du Bois-le-Prêtre, désignés par les Allemands sous le nom de Priesterwald, constituent une série d'engagements majeurs survenus dans le secteur du saillant de Saint-Mihiel, en France. Ce site stratégique, situé à proximité de Pont-à-Mousson, entre Nancy et Verdun, est le théâtre d'affrontements particulièrement violents entre les armées française et allemande, principalement de septembre 1914 à juillet 1915, durant la Première Guerre mondiale sur le front occidental. Par la suite, une période de combats de moindre intensité, ponctuée de quelques escarmouches, précède la libération du secteur en septembre 1918.
Ce verrou du saillant de Saint-Mihiel est un point de friction qui a son existence propre dans les grandes phases chronologiques du début de la Première Guerre mondiale. Tout comme le seront en 1915 l'Argonne, les Éparges, la forêt d'Apremont et l'Hartmannswillerkopf.
La violence déployée dans ces combats est telle que les Allemands surnomment cette forêt « Witwenwald », le bois des veuves. Les soldats français, quant à eux, furent surnommés les « Loups du Bois-le-Prêtre » du fait de leur acharnement à conquérir le terrain. En dix mois, plus de 130 offensives laisseront près de 14 000 morts dans les deux camps sur le terrain.

## Localisation
Les combats du Bois-le-Prêtre se déroulent dans un massif forestier dense de 800 hectares sur les communes de Montauville, Fey-en-Haye et Norroy-lès-Pont-à-Mousson, en Meurthe-et-Moselle. À quelques kilomètres à l'ouest du centre de Pont-à-Mousson (Meurthe-et-Moselle), il borde les routes départementales RD 958 et RD 3 qui relient Pont-à-Mousson respectivement à Commercy et Thiaucourt-Regniéville.
Véritable bastion en saillant, le Bois-le-Prêtre domine à l'ouest la forêt de la Haye, à l'est la plaine de la Woëvre méridionale qui s'étend entre les côtes de Moselle et les côtes de Meuse.
Les lieux-dits notables du Bois-le-Prêtre sont nombreux :
- La Croix des Carmes : Avec ses 372 mètres, il s'agit du point culminant de la ligne de crête ;
- L'Éperon-hors-bois : Ce mamelon prolonge le bois à l'ouest ;
- La Fontaine et la maison forestière du Père Hilarion ;
- Le Gros-Chêne ;
- Le Haut-de-Rieupt : Ce mamelon domine la vallée de la Moselle ;
- Le Mouchoir ;
- Le Quart-en-réserve : C'est la partie ouest du bois en lisière qui chevauche la crête ;
- Le Ravin du Bois-Pouillot ;
- La Source et fontaine du Cerf.

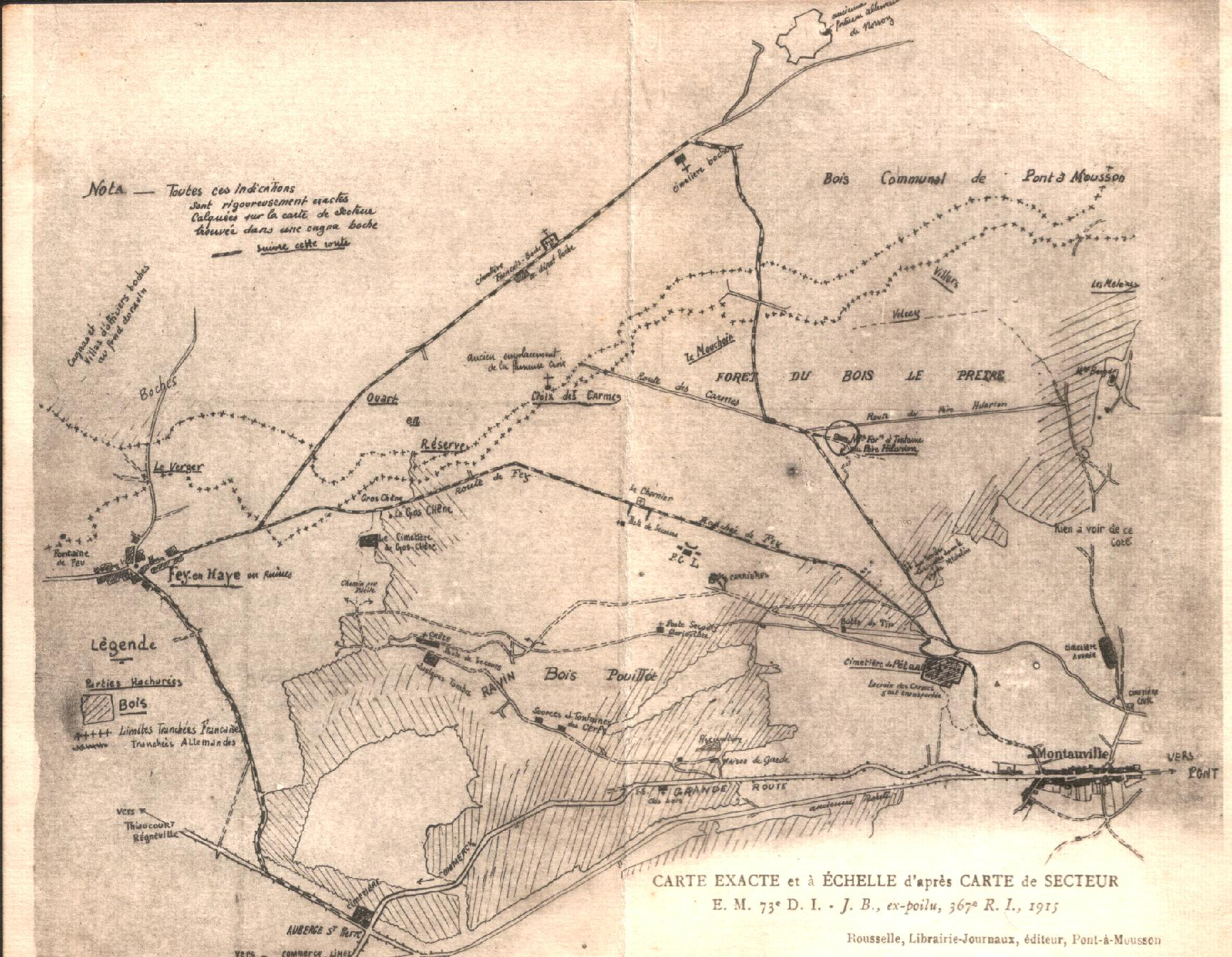
Vue du Bois-le-Prêtre.
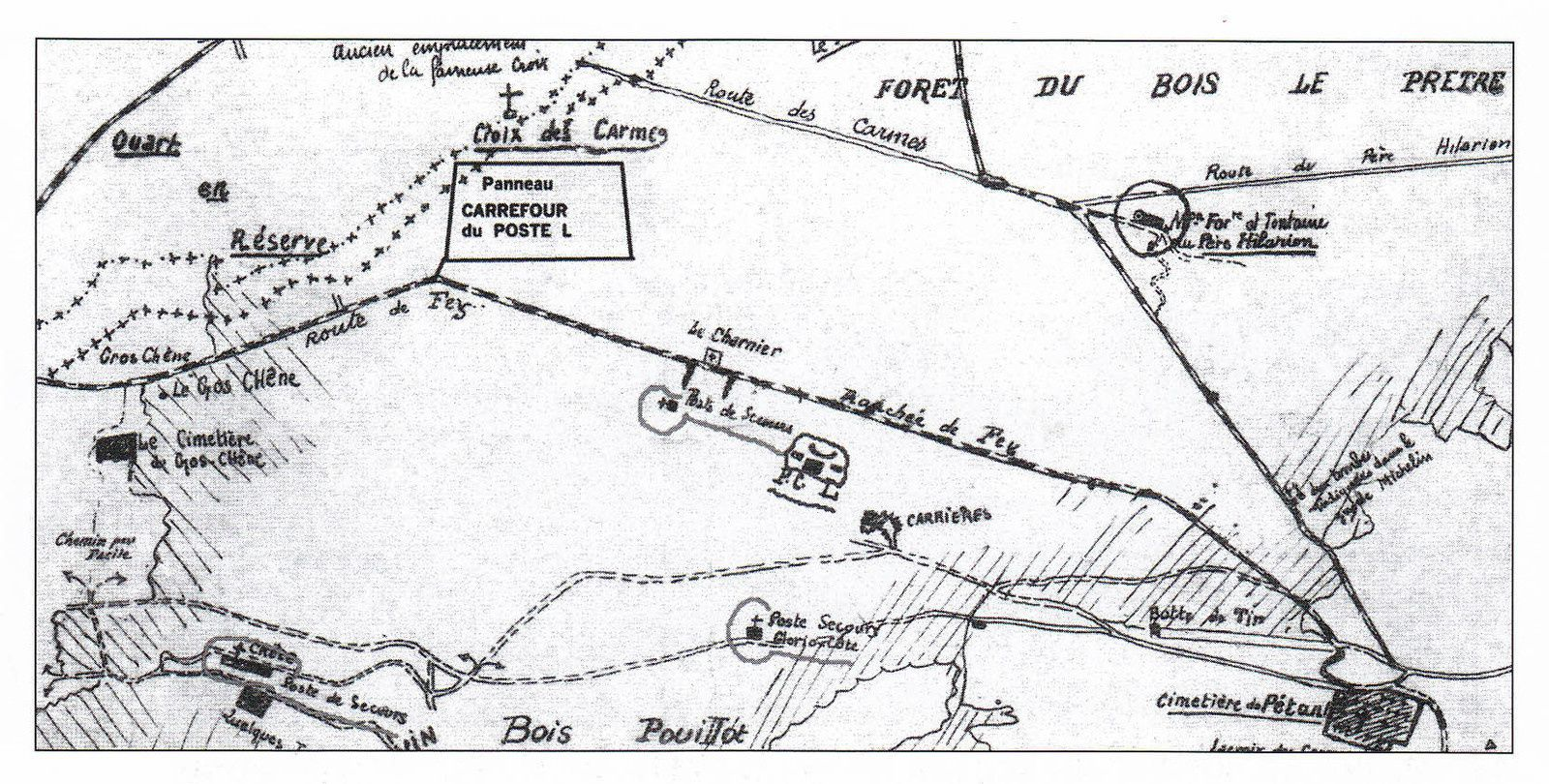
Vue du Bois-le-Prêtre.

## Contexte historique
Au début de la Première Guerre mondiale, les forces allemandes lancent une offensive rapide vers Paris à travers la Belgique et le nord de la France, dans le cadre du plan Schlieffen. Cependant, les Alliés de la Triple-Entente, principalement les troupes françaises et britanniques, réussissent à stopper cette avancée lors de la bataille de la Marne (5-12 septembre 1914). Malgré cette victoire, les forces alliées ne parviennent pas à exploiter pleinement leur succès. En parallèle, la bataille du Grand-Couronné (20-24 septembre 1914) vise à renforcer la pression sur les forces allemandes en Lorraine. En effet, les forces françaises cherchent à reprendre le contrôle de la région et à infliger des pertes supplémentaires aux Allemands.
Tenue en échec devant la trouée du Grand-Couronné de Nancy, l’armée allemande lance une nouvelle offensive sur les Hauts-de-Meuse afin de contourner la place forte de Verdun. Les troupes allemandes du XIV « Armeekorps » (Corps d'Armée) atteignent Flirey (29e ID), Lironville et Mamey (28e ID). Le 25 et 27 septembre 1914, les forces françaises de la 128e division d'infanterie cherchent à repousser les troupes allemandes et s'engagent alors dans des affrontements violents marqués par des attaques et des contre-attaques, avec des pertes significatives des deux côtés.
L'échec de l'offensive de la Marne et du Grand-Couronné marque un tournant majeur dans la Première Guerre mondiale avec la fin de la guerre de mouvement. Les deux camps commencent à établir des lignes de défense fortifiées, marquées par des tranchées, des barbelés et des positions d'artillerie. Ce processus de fixation du front est caractérisé par une série de batailles et d'engagements sans avancées significatives.

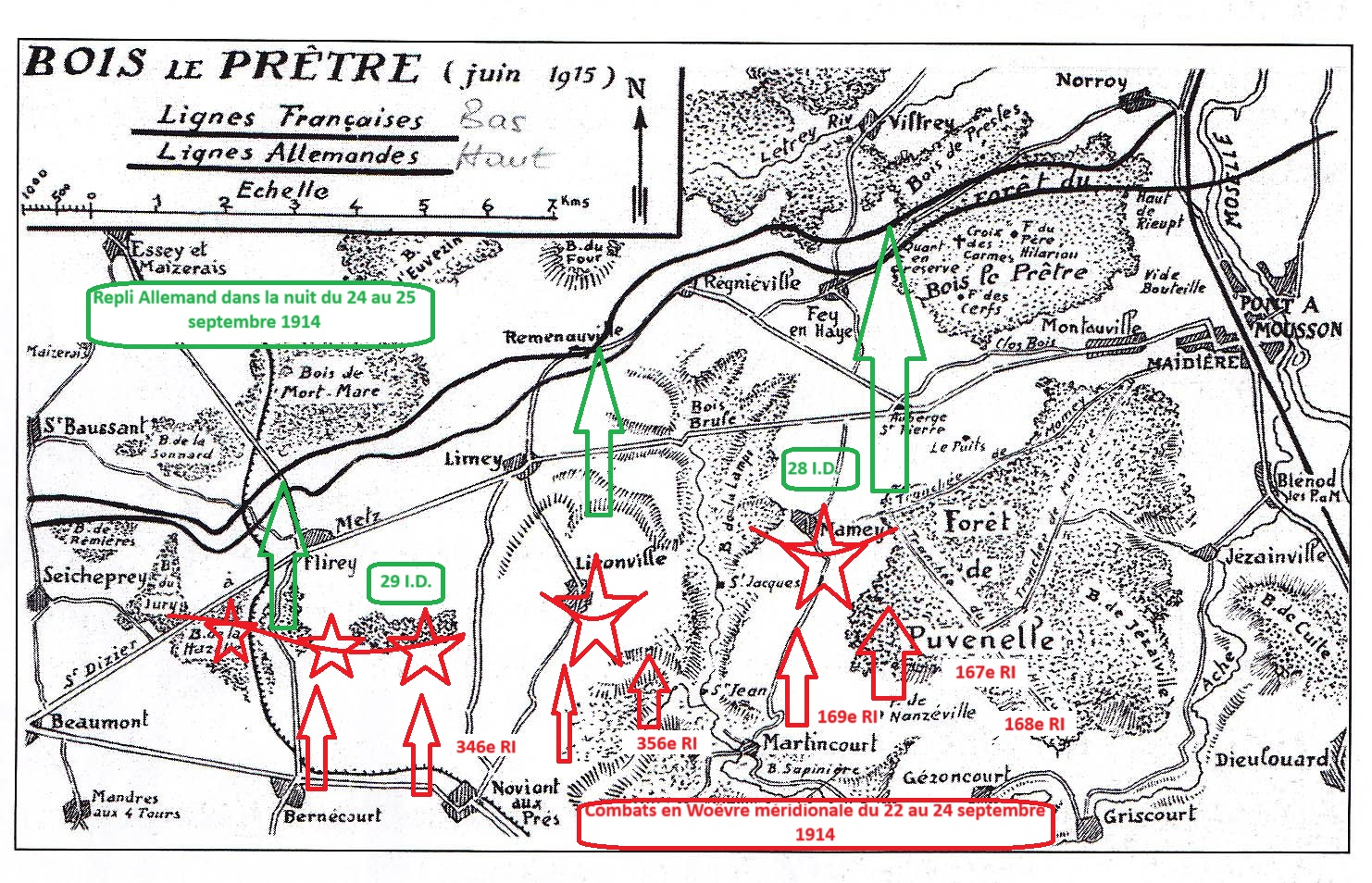
Combats en Woëvre méridionale (22-24 septembre 1914) et repli allemand dans la nuit du 24 au 25 septembre 1914.

Par sa situation géographique stratégique, les Allemands de la 28e ID, tenus en échec lors des combats de Mamey, se retirent dans le Bois-le-Prêtre. Ces positions permettent de contrôler les axes routiers et les lignes de chemin de fer ouvrant la route de Verdun. Ils occupent le bois dans sa plus grande partie et se concentrent sur la construction de lignes de défense solides avec d'importantes fortifications sur la colline du Quart-en-Réserve. Les combats du Bois-le-Prêtre illustrent la transition de la guerre de mouvement vers une guerre de position, où les lignes de front deviennent statiques et les tranchées se multiplient.
C’est un tournant dans la manière dont les batailles sont menées. Ce processus d’enterrement du front est caractérisé par une série d’attaques et d'engagements où chaque camp cherche à épuiser l'autre. La division de la forteresse de Toul tente alors à reprendre le bois dans une lutte pied-à-pied, menant des attaques par sections quasi quotidiennes, mais sans avancée significative. Les combattants subissent des conditions de vie terribles et les combats relèvent davantage du « grignotage » de terrain que de réelles avancées, avec mines, sapes, camouflets, fusillades continuelles, bombardements de crapouillots ou d'artillerie, parmi la boue, l’eau jaunâtre, le froid extrême et les cadavres.

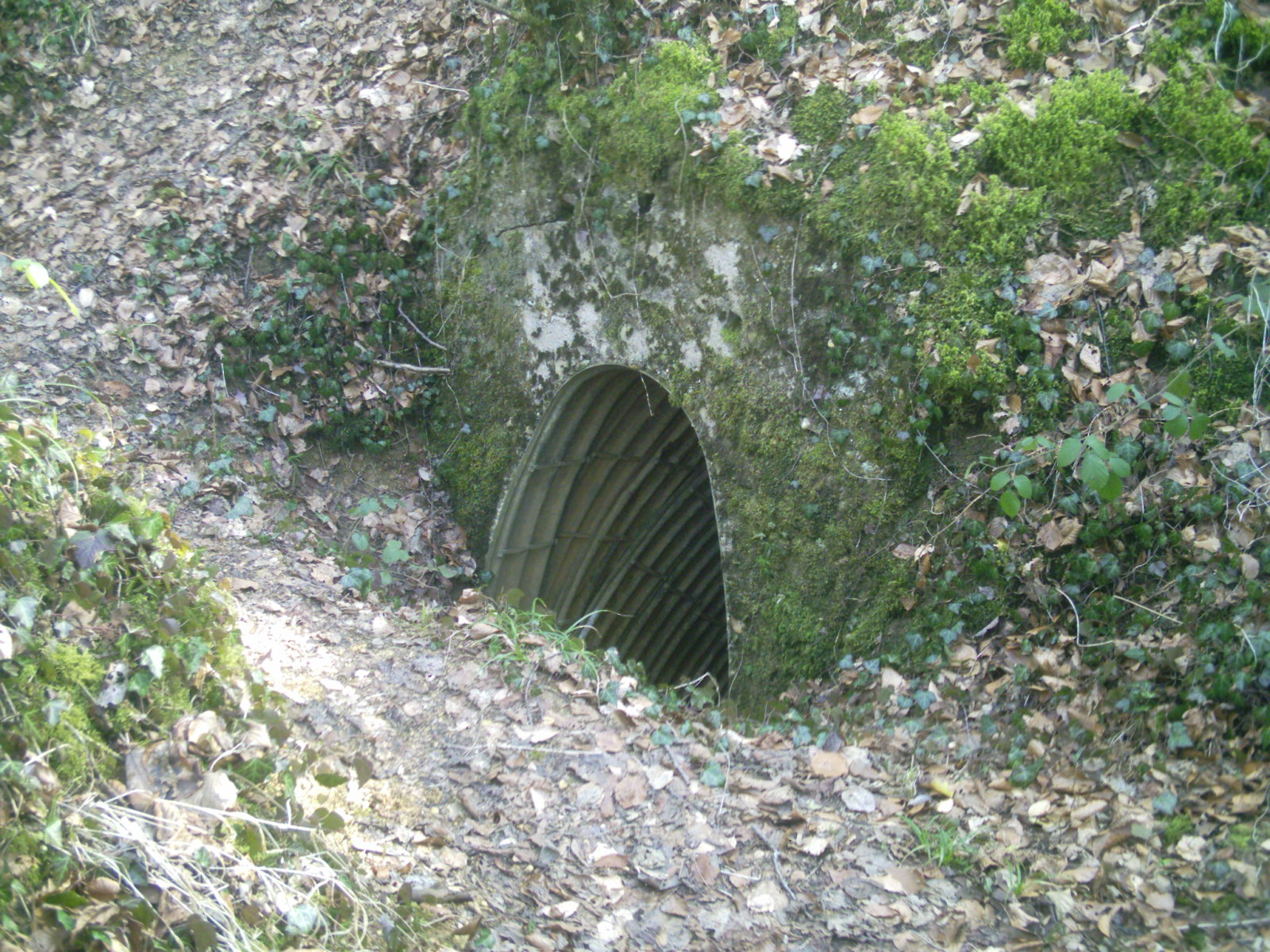
Sape au Bois-le-Prêtre.

## Ordre de bataille

### Armée française
La détermination précise des régiments français engagés au Bois-le-Prêtre est difficile en raison de la rotation régulière des unités dans le secteur. Cependant nous pouvons citer :
- la 73e division d'infanterie du général Henri Lebocq est composée de régiments de réserve scindés en deux brigades : les 346e régiment d'infanterie, 353e régiment d'infanterie et 356e régiment d'infanterie forment la 145e brigade ; les 367e régiment d'infanterie, 368e régiment d'infanterie, 369e régiment d'infanterie forment la 146e brigade. À noter que le 356e et le 353e vont rester plus de 2 ans dans ces bois[11].

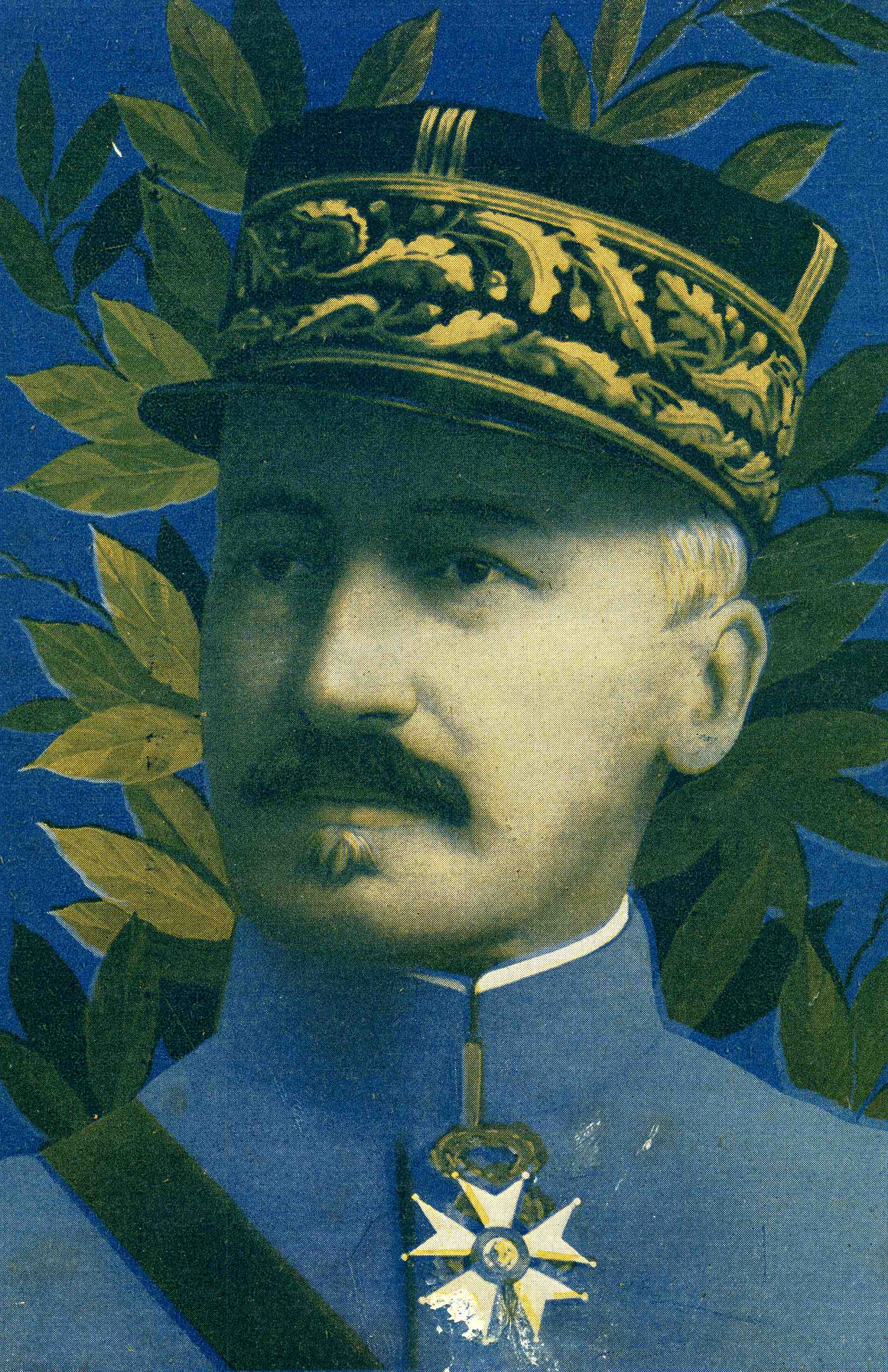
Général Henri Lebocq en couverture du magasine Le Pays de France.

- la 128e division d'infanterie est une brigade d'active également appelée « brigade mixte de Toul » commandée par le colonel Georges Riberpray. L' expression « Les Loups du Bois-le-Prêtre » est attribuée comme épithète à la 128e division d'infanterie composée du 167e régiment d'infanterie, du 168e régiment d'infanterie de ligne, 169e régiment d'infanterie, 202e brigade territoriale de la 101e division d'infanterie territoriale , (259e et 268e régiments d'infanterie territoriale)[10].

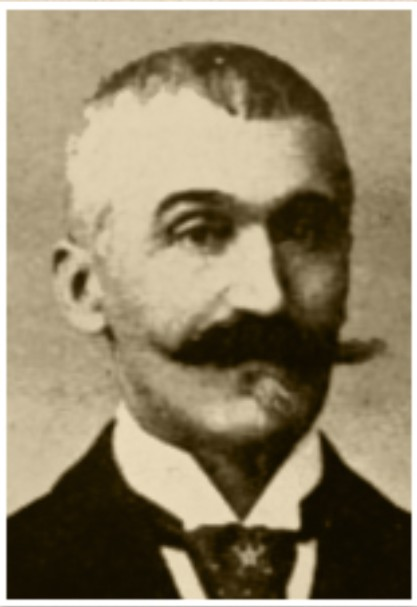
Général Georges RIberpray

### Armée allemande
La détermination précise des régiments allemands engagés au Bois-le-Prêtre est difficile en raison de la rotation régulière des unités dans le secteur. Parmi les régiments allemands ayant combattu dans ce secteur, nous pouvons citer:

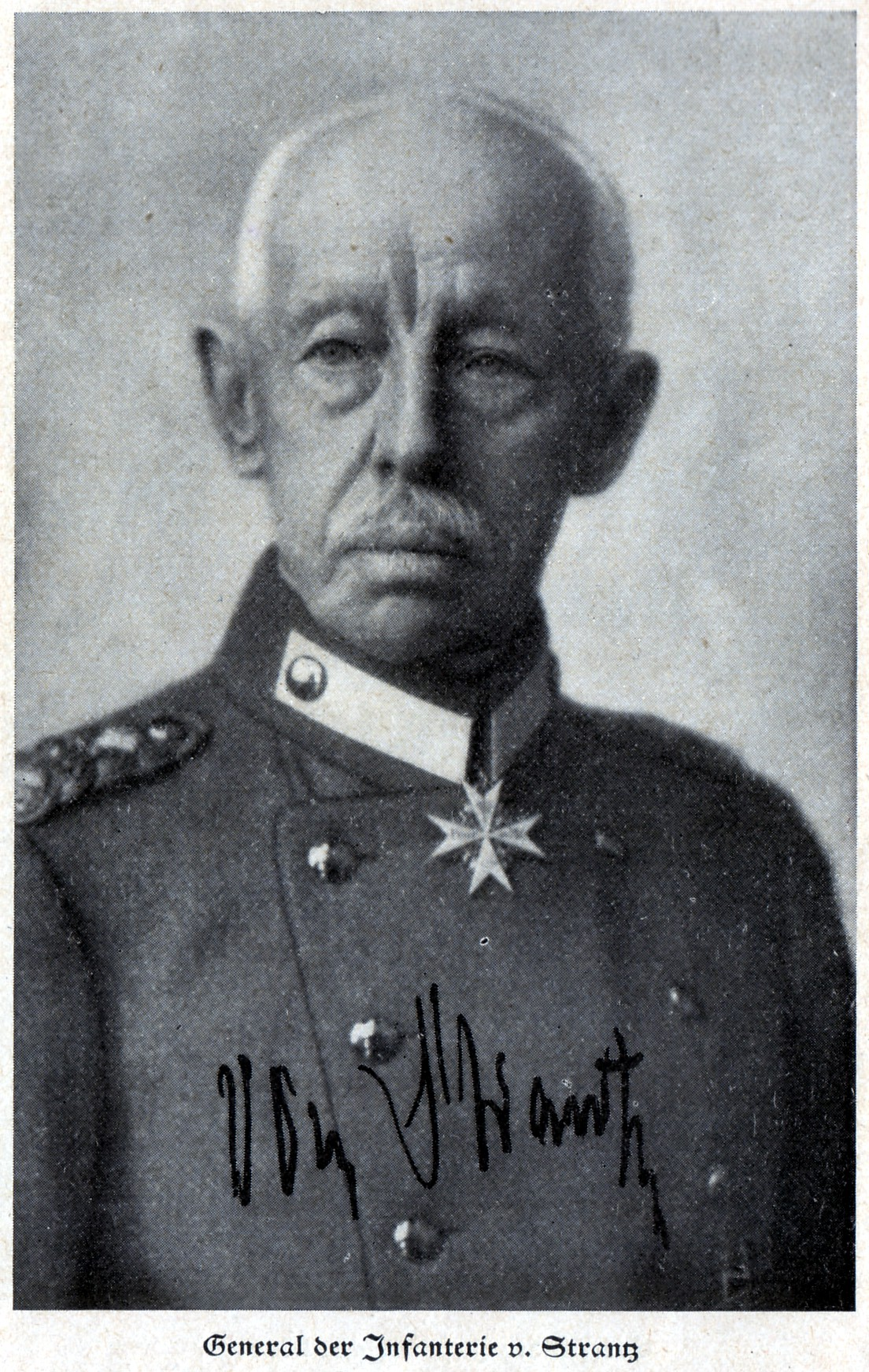
Général Hermann Von Strantz.

- la 121e division d'infanterie (121. ID)  composée des régiments suivants: 7e et 56e« Reserve-Infanterie-Regiment » ; 2e, 3e, 60e « Infanterie-Regiment Markgraf Carl » (7e « Brandenburgisches ») ; 3e et 12e « Eskadron/Jäger-Regiment zu Pferde » ; 241e « Feldartillerie-Regiment » ; « 121. Fußartillerie-Batterie » ; « 241. Pionier-Kompanie » [12],
- 37e Infanterie Régiment et  46e Infanterie Régiment du général Von Strantz[3],
- la 28e Division d'Infanterie (28. ID) rapidement remplacée en septembre 1914 par la 8e « Ersatz Division », fusion de 3  « Ersatz Brigade » : la 29e « Ersatz Brigade » compte dans ses rangs la Brigade « Ersatz Bataillon » (BEB) 29 30 31 32 80 86 ; la 41e « Ersatz Brigade » compte dans ses rangs la Brigade « Ersatz Bataillon » (BEB) 41 42 49 et la 51e « Ersatz Brigade » compte dans ses rangs la Brigade « Ersatz Bataillon » (BEB) 51 52 53 54[11].

### Autres lieux de mémoire

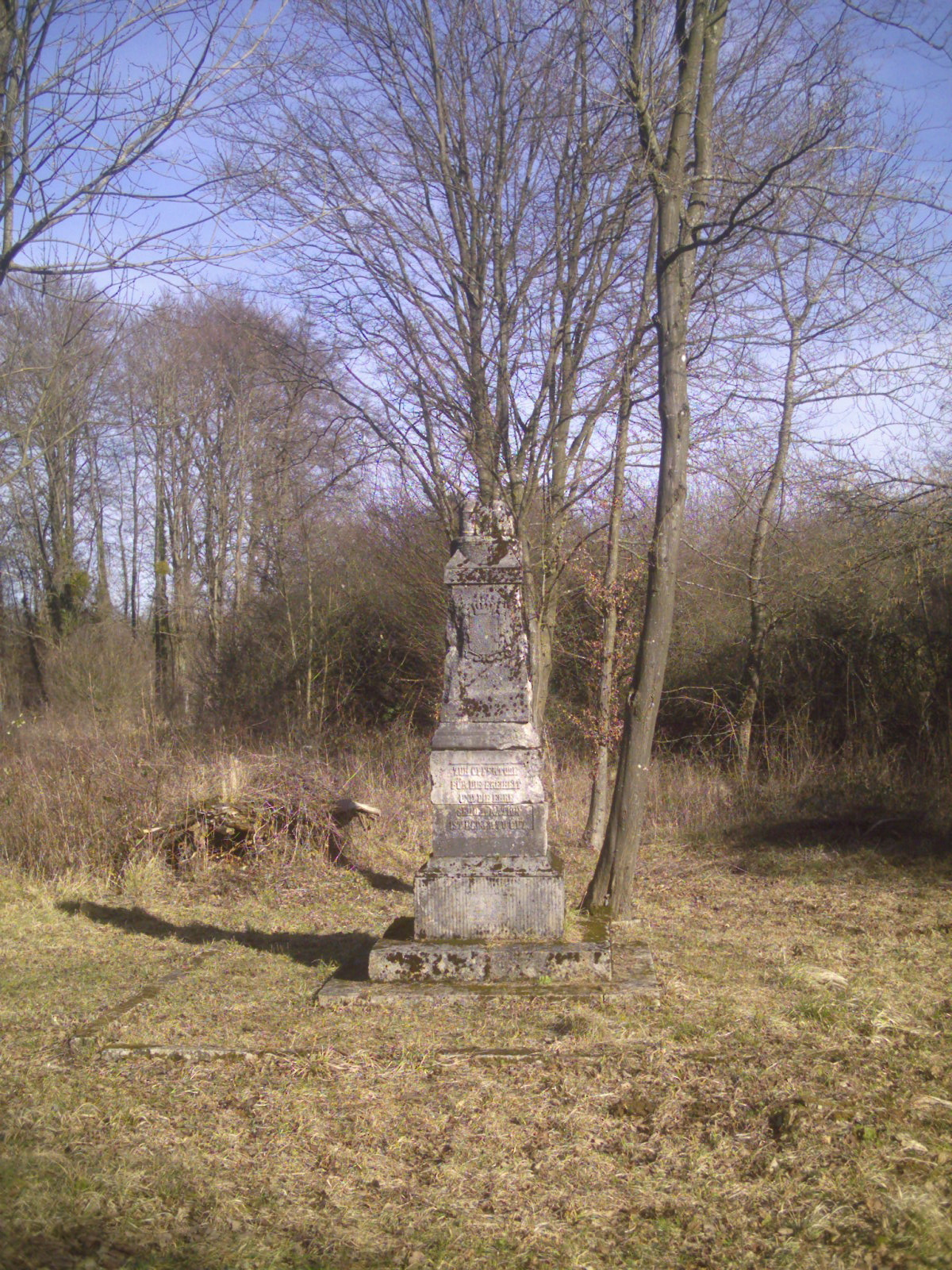
Mémorial allemand des combats du Bois-le-Prêtre, au lieu-dit le Chaufour.

## Les batailles

### Les caractéristiques des combats du Bois-le-Prêtre
1. Guerre de position : Après les premières offensives, le front se fige, rendant les combats plus défensifs. Les soldats allemands et français creusent des tranchées pour se protéger des tirs ennemis. Les lignes de tranchées sont reliées entre elles, permettant la circulation des hommes, des blessés, du matériel. Dans certains secteurs comme à la Croix des Carmes, les lignes adverses sont parfois très proches : 20 mètres.
2. Tactique d'infanterie : Les déplacements en ligne organisés sont impossibles dans cette forêt dense. Les deux camps mènent des assauts répétés pour repousser l'ennemi et gagner un peu de terrain. Les commandements vont privilégier l’emploi des mines et de l’artillerie de tranchées[4].
3. Support d'artillerie : Employée largement sur l'ensemble du front, les combats du Bois-le-Prêtre ne font pas exception. Nombreux sont les témoignages de poilus expliquant que les obus font des ravages, hachant les taillis, fauchant les arbres, déchiquetant les troncs les plus épais[13].
4. Conditions de vie difficiles : Les soldats témoigneront de l’horreur de ces combats rapprochés, parfois au corps-à-corps, des attaques surprises et des conditions de vie particulièrement difficiles. Lors des intempéries fréquentes, les sapes sont envahies par la boue ; aux tranchées boueuses s'ajoutent le froid, la neige au milieu des débris d’arbres pulvérisés et d’innombrables cadavres[14].
5. Rôle des unités spécialisées : Il est avéré que les Allemands ont eu recourt au lance-flammes (attaque du 4 juillet 1915) et l'utilisation des gaz de combat[15].
6. Pertes humaines élevées : En 10 mois seulement, il a été engagé 132 actions, offensives et défensives. Les pertes humaines sont effroyables : 7 083 morts du côté français, 6 982 morts côté allemand[3].

Les combats du Bois-le-Prêtre illustrent les caractéristiques tragiques et brutales de la Première Guerre mondiale marquées par la guerre de position, des assauts sanglants, des conditions de vies extrêmement difficiles et des pertes humaines massives. Ces éléments sont représentatifs des combats sur le front occidental et ont durablement marqué la mémoire de ceux qui ont vécu cette période ainsi que leur famille.

### La prise de la lisière du Bois-le-Prêtre (septembre 1914 - novembre 1914)
Lorsque les soldats français de la 73e division d'infanterie arrivent devant le Bois-le-Prêtre fin septembre 1914, c'est après les durs combats de Mamey et Lironville, où ils avaient contenu les forces allemandes du « XIV. Armeekorps ». Celle-ci gardait fermement la poussée vers Saint-Mihiel que l’on appellera plus tard le Saillant de Saint-Mihiel. En effet, du 22 au 25 septembre 1914, la 73e division d'infanterie, aidée par celle de la 128e division d'infanterie, contre-attaquent, obligeant les Allemands à reculer sur six kilomètres de profondeur ; le 2 septembre 1914, les Français se rendent maîtres de l'auberge Saint-Pierre en avant de Fey-en-Haye. Les Allemands sont acculés à la lisière du Bois-le-Prêtre. À partir du 27 septembre 1914, le front se stabilise sur la ligne Montauville - Mort Mare. Pendant toute cette période, le 3e bataillon du 167e division d’infanterie, sous les ordres du commandant Camps, agit isolément, en occupant Montauville et Clos Bois puis s’empare du Mamelon Vert et de Vide-bouteille situés au nord de Montauville à 400 mètres de la lisière du Bois-le-Prêtre. Fin septembre 1914, la « 8. Ersatz Division » allemande remplace durablement la 28e ID dans le secteur. Le mois d’octobre est consacré à la surveillance du bois, l’artillerie française est peu présente ce qui permet aux Allemands de fortifier leurs positions en structurant leurs tranchées et leurs blockhaus. Le matériel est acheminé depuis la place forte de Metz. Le 29 octobre 1914, plusieurs sections des 167e et 168e régiments d'infanterie se lancent à l'attaque sur le débouché est de la tranchée du Père Hilarion. Les soldats français et allemands subissent des conditions de vie difficiles dans les tranchées avec l’arrivée du froid, la fatigue et la boue qui monte jusqu’aux mollets. L’enlèvement d’un poste allemand à l’orée sud de la forêt sonne le signal de l’offensive généralisée pour la brigade active de Toul, de la 73e division d'infanterie et du 47e régiment d'infanterie territoriale en direction du Quart-en-Réserve. Stoppés sur la première ligne allemande fortement retranchée, bien organisée mais peu appuyée par les pièces d’artillerie, les hommes du général Lebocq sont maîtres de la lisière du bois le 30 octobre 1914, malgré les contre-offensives allemandes qui se succèdent. Le mois de novembre permet de consolider les positions et intensifier le harcèlement des positions allemandes par quelques escarmouches et des échanges de tirs répétés.

### La prise de la maison forestière du Père Hilarion (décembre 1914)
Le 2 décembre 1914, en vue de l’attaque du secteur du ravin du Père Hilarion, les Français amènent en première ligne, près du Père Hilarion, quatre compagnies et une section de mitrailleuses. Dans la nuit du 6 et 7 décembre 1914, dans des conditions hivernales sévères, des canons sont amenés jusqu'aux tranchées, les sapeurs placent les pétards de mélinites sous les barbelés et les taillis qui barrent la route de la maison forestière. Le 7 décembre 1914, après une préparation d'artillerie de deux heures portant sur les blockhaus et les mitrailleuses de flanquement, l’assaut est lancé l’ensemble des bataillons issus des 167e, 346e, 353e, 369e RI et 47e RIT. Le capitaine Rozier avec deux compagnies parvient à occuper la première ligne allemande. Ceux-ci contre-attaquent avec six à huit compagnies et rejettent les Français dans leurs positions de départ. Du 8 au 12 décembre 1914, les Français poursuivent leur offensive. Ils progressent jusqu'à la crête dominant la Croix des Carmes, la crête au nord de la fontaine du Père Hilarion et la tranchée forestière de Villers. Le lieutenant-colonel Mondain, à la tête du 169e régiment d'infanterie décrit la scène :  « Il ventait et il pleuvait à croire que les arbres allaient être arrachés par la tempête et que l'eau allait submerger tout le ravin du « Père Hilarion ». Nos sapes étaient envahies par une boue glacée et gluante où l'on s'enfonçait jusqu'au genou. Au moment où fût donné le signal convenu, toute la compagnie, malgré le temps défavorable, s'élança hors des sapes, d'un seul bond, avec l'arrière-pensée que la bataille allait nous réchauffer un peu. Il faut croire que, sous notre armature de boue, avec nos capotes dégoutantes de pluie et nos figures blêmes de froid et de colère, nous n'avions l'air très rassurants. Car voilà que les boches se mirent à lâcher pied et à s'enfuir en criant: die wolfe ! die wolfe ! ». En trois jours, la progression est de 600 mètres et la maison forestière est conquise par les Français le 10 décembre 1914. La 128e division d'infanterie y gagne son surnom de la division des « Les loups du Bois-le-Prêtre ». Ce sont les Allemands eux-mêmes qui donnèrent ce surnom observant l'acharnement des Français à conquérir le terrain. Résignés, les Allemands se replient sur les secteurs vitaux du Quart-en-Réserve ainsi qu’à la Croix-des-Carmes.

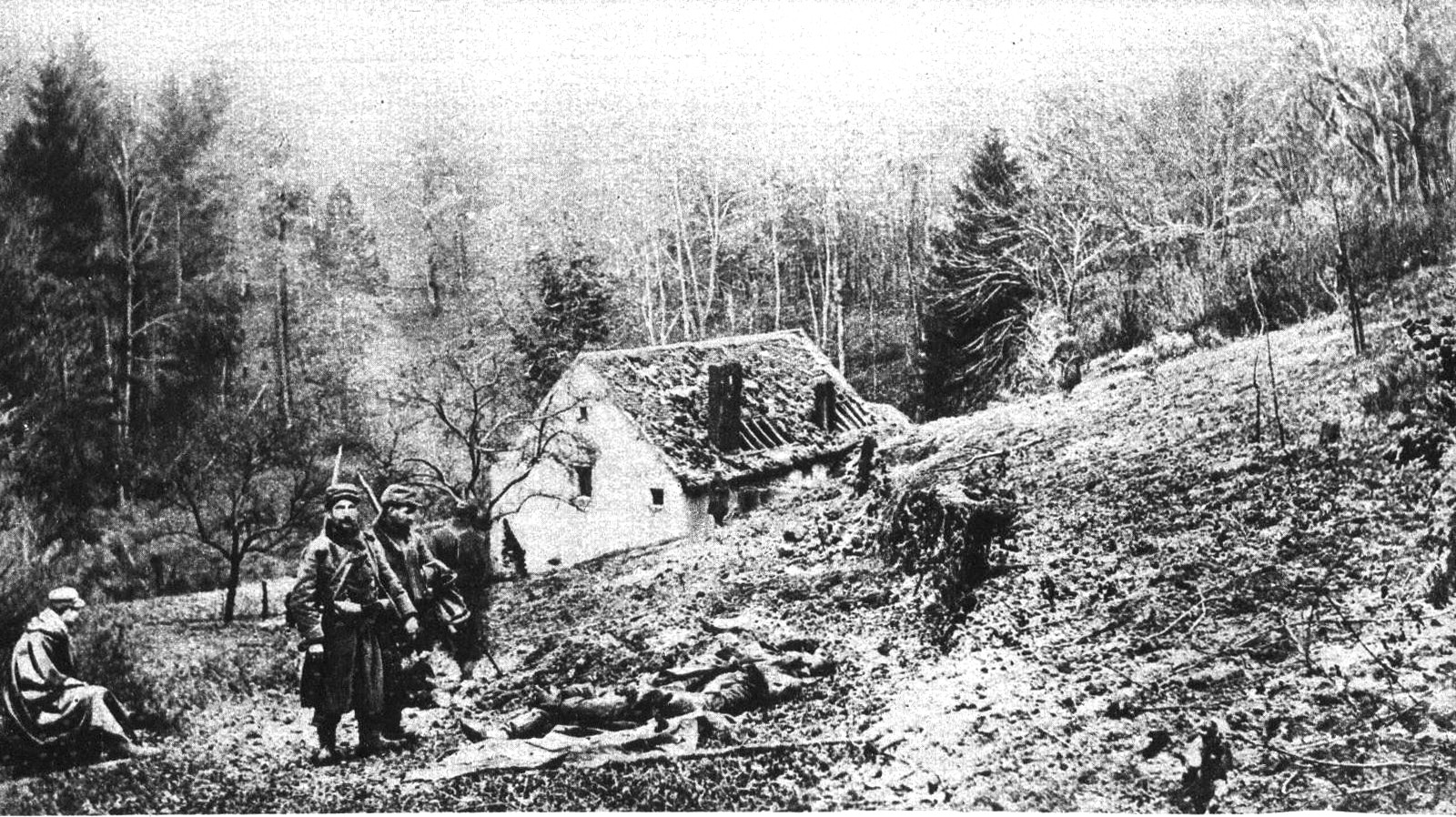
Crête au nord de la fontaine du Père Hilarion en décembre 1914, publié dans Le Miroir, hebdomadaire photographique.

### La conquête du Quart-en-Reserve (janvier 1915 - mai 1915)
Bien décidés à conserver l’avantage des points culminants du Bois-le-Prêtre, les Allemands contre-attaquent violemment avec des grenades et des obus lacrymogène a toute intrusion française au Quart-en-Reserve dès janvier 1915. Les Français, pourtant, ne relâchent pas la pression et dès le 17 janvier 1915 se lancent à l'assaut des blockhaus souterrains recouverts d'arbres. Sur cette ligne de crête, la pluie et la neige mêlée rendent la progression difficile. Attaques et contre-attaques se succèdent avec l'utilisation de torpilles aériennes, de mines. Alors que le travail de l'artillerie fait trêve, cet étroit passage de projectiles fauche les arbres et complique encore plus les progressions françaises. Les deux premiers mois de 1915 ne sont que flux et reflux d'hommes, de centaines de mètres conquis puis perdus. Dans ces moments, la vision des blessés du Bois-le-Prêtre fait vaciller la foi du prêtre vosgien Alphonse Haensler. Affecté comme infirmier à l'hôpital de Neufchâteau, il constate « j'avais tous les soirs une vision d'horreur quand le train des blessés nous arrivait du front, d'autant que nous ne soignions que les cas les plus graves, quasi désespérés. C'était épouvantable, des hommes mutilés, défigurés, des paquets de souffrance qui ne cessaient de crier, de gémir et de pleurer. Il fallait tenir, serrer les dents ». Le 1er mars 1915, les Allemands font sauter 5 fourneaux de mines à la Croix des Carmes, sous la ligne des Z, le 3e bataillon du 167e régiment d'infanterie et le capitaine Pierrard réoccupe la tranchée investie dans l’après-midi. Début mars 1915, la 8e « Ertatz Division » lance une activité intense de bombes aériennes et de mines souterraines dans des contre-attaques régulières. L’état-major allemand ordonne une attaque le 15 mars 1915 contre les tranchées françaises en avant de la Croix des Carmes pour soulager la pression sur le Quart-en-Reserve. Hippolyte Benéteau, poilu du 167e régiment d'infanterie, témoigne de cette journée à son épouse  « A huit heure du matin, les Allemands ont fait sauter plusieurs tranchées et aussitôt la fusillade a commencé. Toute la journée sans desserrer ; il y avait du danger partout en première ligne comme en deuxième ou en troisième. C’était tout pareil. Les balles, les obus, les grenades et les torpilles pleuvaient. Les arbres sont d’une bonne épaisseur dans ce bois là et bien souvent les obus Allemands tombaient en plein dedans. D’une grosseur d’une brassée, ça les coupait en deux ».
Fin mars 1915, les Français repartent à l’assaut du Quart-en-Reserve, non sans s’être adonné a des moments de répits dans les cantonnements de l’arrière, pour preuve un match de foot est immortalisé sur des photos conservées aux archives[réf. nécessaire]. Le 30 mars 1915, le 5e bataillon du 356e régiment d'infanterie, des compagnies issues des 167e, 169e et 13e régiments d'infanterie attaquent la ligne VIII et le blockhaus allemand au Quart-en-Reserve (situé entre le Père Hilarion et la Croix des Carmes). Les Français prennent la ligne VIII, mais, malgré la reprise des combats le lendemain, échouent devant le blockhaus. Trois contre-attaques allemandes ne parviennent pas à les déloger de la ligne VIII. Les attaques et contre-attaques se succèdent dans les jours qui suivent sans progression significatives.

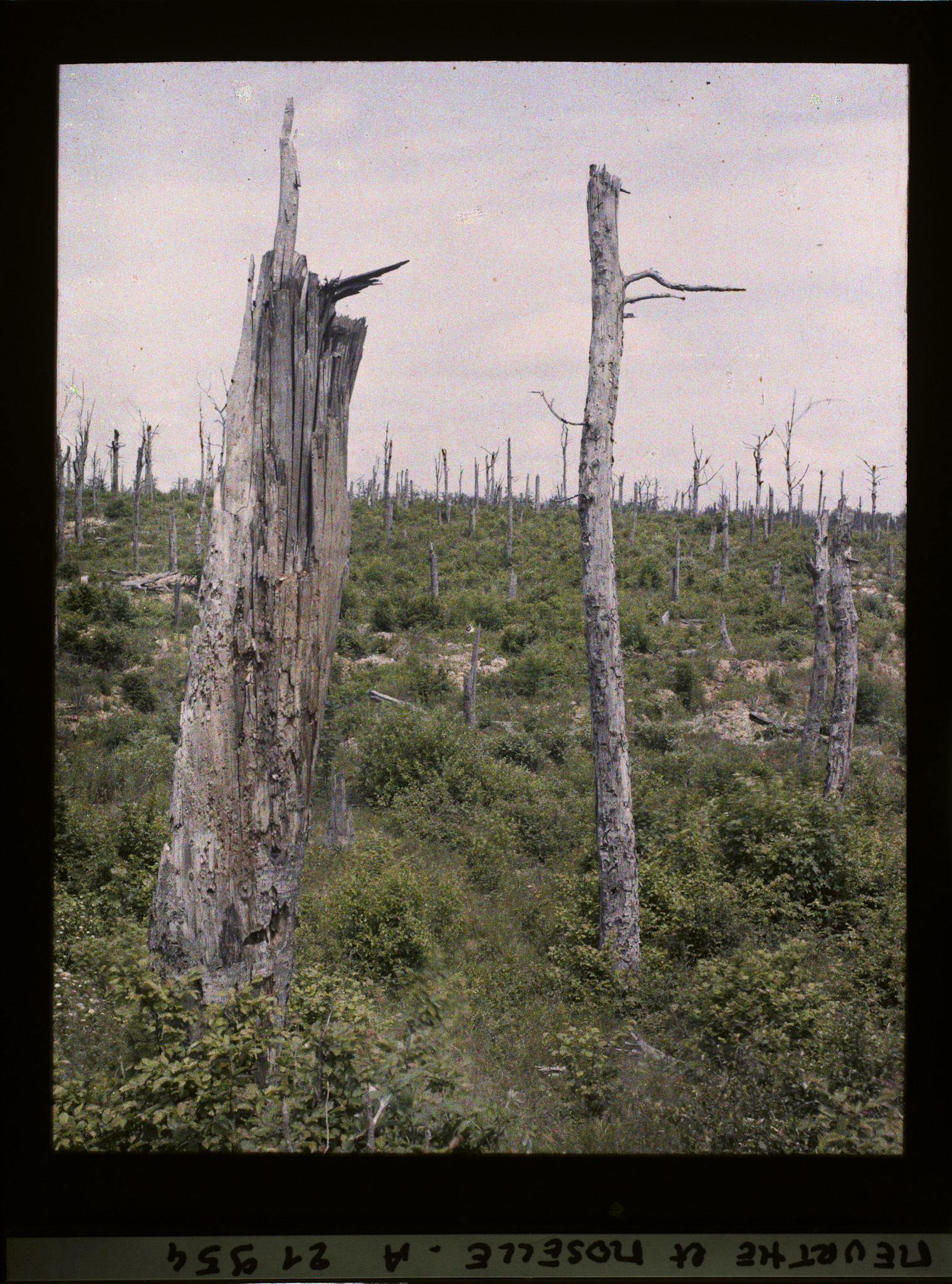
Vue Quart-en-réserve (Frédéric Gadmer)[https://collections.albert-kahn.hauts-de-seine.fr/document/bois-le-pretre-france/617a7a40cf8b8968b3370768?filtrerParMission%5B0%5D=1920%20-%20R%C3%A9gions%20d%C3%A9vast%C3%A9es%20Nord,%20Pas-de-Calais,%20Somme,%20Marne,%20Meurthe-et-Moselle,%20Meuse%20-%20%20Fr%C3%A9d%C3%A9ric%20Gadmer%20-%20%28mai-juin%29&pos=49

Au prix de lourdes pertes, les attaques se poursuivent pour la conquête du Quart-en-Réserve en avril et en mai 1915. Les conditions hivernales et les pertes continues affectent le moral des soldats, Marcel Papillon, affecté au 168e régiment d'infanterie, témoigne de ces longs mois de combats dans une lettre du 13 avril 1915 : « nous avons passé une semaine terrible, c’est honteux, affreux ; c’est impossible de se faire une idée d’un pareil carnage. Jamais on ne pourra sortir d’un pareil enfer. Les morts couvrent le terrain. Boches et Français sont entassés les uns sur les autres, dans la boue. On marche dessus et dans l’eau jusqu’aux genoux. Nous avons attaqué deux fois au Bois-le-Prêtre. Nous avons gagné un peu de terrain, qui a été en entier arrosé de sang. Ceux qui veulent la guerre, qu’ils viennent la faire, j’en ai plein le dos et je ne suis pas le seul ». Les lignes se stabilisent et les soldats évoquent dans leurs lettres leurs moments de repos dans les cantonnements à l’arrière. Louis Zaepfel, caporal du 346e régiment d'infanterie, décrit ses journées le 29 avril 1915: « nous sommes dans la propriété d’un général, enfermés dans le parc. Il fait un temps magnifique, ce matin nous sommes descendus de bonne heure du bois, il y avait du muguet tout le long du chemin mais je n’ai pas pu en cueillir tant il tombait des obus. Hier j’ai trouvé dans les champs des « Vergeissmeinnicht », myosotis en allemand. Je travaille toujours très fort, le matin je me lève à 4h1/2 ou 5h pour faire « le jus ». C‘est dur cette vie que je mène depuis neuf mois sans un moment de repos, je ne me suis déshabillé que deux fois pour me coucher. Je suis en train d’assister au bombardement de Pont-à-Mousson. Le paysage est grandiose : la ville dans un trou, une vallée, des collines autour, des bois, et dans le lointain l’Allemagne à huit kilomètres. Les obus éclatent là-dedans, faisant voler des nuages de poussière. La vue est grandiose dans son horreur ».
Le 12 mai 1915, un bombardement français rend maitre d'un blockhaus allemand, le 169e régiment d'infanterie parvient jusqu’à la ligne C mais sont violemment rejeté par les Allemands sur la ligne VIII. Le 15 mai 1915, une contre-attaque allemande s’élancent sur l’Eperon-hors-bois sont repoussés par le 353e RI. Quant aux 167e et 169e régiments d'infanterie, ils parviennent à reprendre la ligne C. Le 27 mai 1915, les 167e et 367e régiments d'infanterie prennent les premières lignes allemandes tenues par le « Reserve-Infanterie-Regiment »  et atteignent la lisière nord-est du Quart-en-Réserve en bordure de la route de Fey-Norroy7. Cette attaque fait plus de 80 prisonniers de la 121. ID (au « 7. Reserve-Infanterie-Regiment », au « 56. Reserve-Infanterie-Regiment » et à la 241e « Pionier-Kompanie » ). Le même jour, un détachement de soldats crétois du 1er dépôt Étranger est mis à la disposition du 346e régiment d'infanterie et se rend au Bois-le-Prêtre. Ce détachement, connu sous le nom de « Clan des Crétois » dirigé par le lieutenant grec Pavlos Gyparis, assisté du sous-lieutenant de réserve français AVEZOU (interprète) arrive sur le secteur. Le 30 mai 1915, les loups parachèvent le reste de la route forestière menaçant ainsi les pentes du vallon de Trey. Soixante autres prisonniers allemands sont faits. Il s’agit de la progression maximale des Français de toute la guerre du Quart en Réserve. Mis en difficulté dans cette partie du bois, les Allemands écrasent leurs obusiers sur la route forestière forçant les Français à se replier en deçà de la chaussée. Dans la semaine qui suit, les Français préparent la conquête du point culminant du bois dans le prolongement du Quart en réserve vers l’est, la Croix des Carmes.

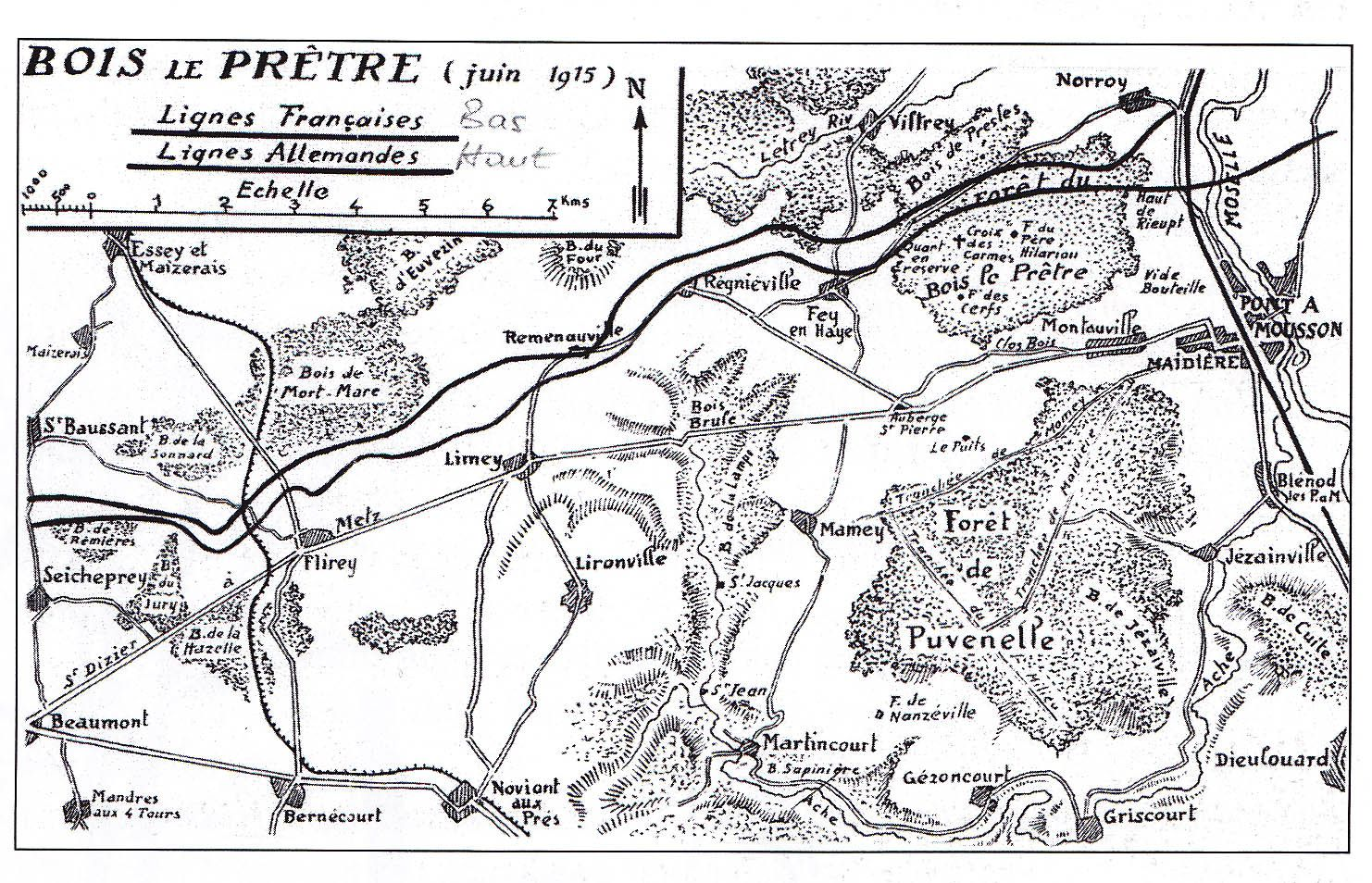
Positions allemandes et françaises en juin 1915.

### La prise de la Croix des Carmes (juin 1915)

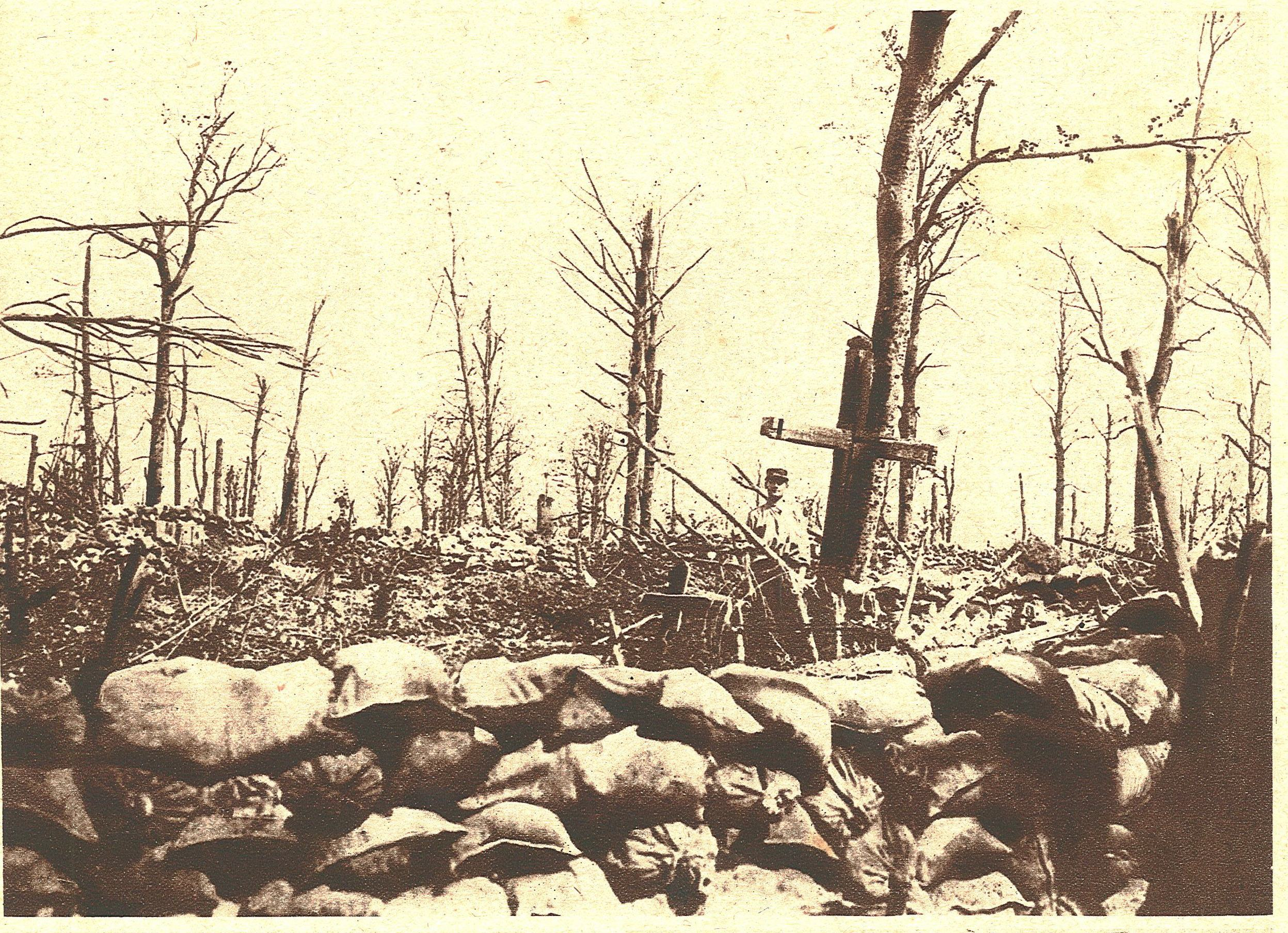
Croix des Carmes sur la ligne de crête.

Le 7 juin 1915, l’attaque dans le secteur de la Croix des Carmes se prépare. Le commandant Rozier reprend l'offensive, avec le 5e bataillon du 346e régiment d'infanterie, à la Croix des Carmes. Elle débute par une préparation d’artillerie de 1h30 à laquelle répondent les canons allemands. Ce duel d’artillerie aboutit à la destruction presque complète des premières lignes françaises et allemandes. Partout ce ne sont que débris de fusils, caques, rondins, sacs qui jonchent le sol. Les arbres brisés nets, ou déchiquetés jonchent le sol. Sur des centaines de mètres la mort règne, les tranchées allemandes et boyaux détruits. Seule la Croix des Crames tient debout dans ce chaos. À sept heures, c'est au tour des fantassins de sortir de leurs tranchées et de partir à l'assaut. La pente est rude pour atteindre les premiers blockhaus vivement disputés. Trois lignes de tranchées ennemies sont prises sur un front de 340 mètres et près de 200 Allemands sont faits prisonniers. La croix ainsi qu’une large bande de terrain, de part et d’autre sont aux mains des Français. Le 9 juin 1915 au matin, la croix est retirée de son emplacement initial par les Français. Elle est mise à l'abri à l'orée du bois sur la zone du Pétant. Scellée au sol parmi les tombes, elle deviendra le symbole des combats du secteur. Les Allemands sont ébranlés par le succès mais ne réagissent pas. En l’absence de réaction allemande, le lieutenant Gyparis à la tête du « Clan des Crétois » rassemble un petit groupe de soldats et lance une opération de reconnaissance afin d’estimer le moral des soldats allemands, ce qu'ils mangent et le type de fournitures qu'ils possèdent. Une fois la mission accomplie, ils quittent le Bois-le-Prêtre le 20 juin 1915 pour rejoindre le 1er Dépôt Étranger.
Dans la foulée, le général Dubail ordonne à ses troupes d’adopter une attitude défensive sur le secteur du Bois-le-Prêtre qui a perdu en intensité. Après sept mois de lutte, les régiments de la 128e division d'infanterie quittent cette partie du front.

### La contre-attaque allemande (juillet 1915 - aout 1915)
Le mois de juin 1915 est assez calme, en effet, les Allemands accusent le coup après la prise du secteur de la Croix des Carmes. Les renforts arrivent des autres secteurs du Saillant de Saint-Mihiel pour compléter les effectifs. De nouvelles batteries d’artilleries convergent vers le Bois-le-Prêtre pour préparer la contre-attaque généralisée prévue le début juillet 1915 qui a pour objectif de reprendre les secteurs stratégiques des crêtes.

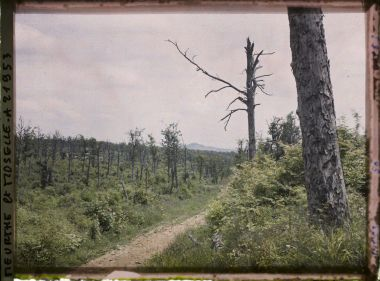
Aspect du Bois le Prêtre dans sa partie Sud Ouest.

À partir du 1er juillet 1915, un déluge de feu de l’artillerie allemande est déclenché de l’Eperon-hors-bois au Haut de Rieupt. Pas un secteur n’est épargné. Le 4 juillet 1915, les Allemands de la 121. ID attaquent en grande force sur l’ensemble des secteurs du Bois-le-prêtre. La 8e « Ersatz-Division » utilise des lance-flammes pour déloger les recoins encore aux mains des Français. Cette attaque d’envergure permets aux Allemands de reprendre tout le terrain gagné par les Français depuis janvier 1915. La croix elle-même a été mise à l'abri par les Français. Les 5 et 6 juillet 1915, la défense française contient la progression allemande bien soutenue par son artillerie et les conquêtes sont très limitées. On se bat à bout portant pour emporter un élément de tranchée ou de boyau pour déloger l’adversaire de ses abris. Un chef de corps dit devant un tel déchainement de rage de la part des Allemands, « l'ennemi est comme un fauve en cage, il peut encore passer sa patte au travers les barreaux ». Le 8 juillet 1915, les Allemands attaquent de part et d’autre de la tranchée forestière des Carmes sur 400 mètres de longueur. C’est un déluge de feu de la part de l’artillerie allemande avec 12000 obus tirés, les mines de part et d’autre des lignes. Ils progressent vers la maison forestière du Père Hilarion, le secteur du Mouchoir tombe entre leurs mains malgré le jeu des contre-attaques. Au Quart-en-Réserve, le 6e bataillon du 368e régiment d'infanterie ainsi que trois compagnies du 34e RIC sont pris en tenaille et vite encerclés. Charles François, ancien du 168e régiment d'infanterie, raconte: « il y avait dix jours que nous étions dans ces cantonnements quand le 4 juillet 1915, ordre nous a été donné de monter au bois en renfort. Les Allemands avaient attaqué en grande force après un terrible bombardement. Parti en tête du bataillon, j’ai pu conduire ma compagnie sous le feu de l’artillerie sans éprouver de perte malgré l’intensité du feu. Arrivé au point du rassemblement indiqué pour le bataillon j’ai reçu l’ordre de porter ma compagnie aussi près que possible des Allemands et au besoin à un point appelé le gros Chêne. Cette tranchée était sans qu’on le sache encore aux mains des Allemands. J’ai pu conduire encore ma compagnie traverser le tir de barrage et la lancer à la baïonnette sur la tranchée du gros chêne qu’elle a enlevé, réorganiser et s’y installer assez solidement. Moi à cinquante mètres des boches, j’avais reçu un éclat d’obus en haut de la cuisse gauche ». Le 9 juillet 1915, le 5e bataillon du 369e régiment d'infanterie, vient à la rescousse du 6e bataillon, contre-attaque brillamment et reprend une partie du terrain perdu. Le régiment tient alors : Fey-en-Haye, le Polygone, le Gros Chêne, le Quart-en-réserve et la Croix-des-Carmes. Jusqu’au 15 août, les Allemands lancent encore une dizaine d’attaques afin de gagner du terrain mais sans résultats. Ils conservent les zones gagnées lors de l'offensive du 4 juillet 1915, stratégiquement les plus intéressantes. Passant à une tactique défensive, le front désormais ne bougera presque plus dans ce secteur, les combats perdent en intensité.

### La période moins intense (septembre 1915 - septembre 1918)
Le 3 septembre 1915, le 368e régiment d'infanterie chasse un groupe de cavaliers allemands uhlans et s’installe dans les villages de Rémenauville, Regniéville et Fey-en-Haye. Mais déjà le 5 septembre 1915, les unités du 8e « Ersatz-division » forcent les Français à se retirer en lançant une contre-attaque[réf. nécessaire]. Du 23 au 25 septembre 1914, le 73e division d'infanterie revient à l'assaut de ce secteur, les villages sont repris par les Français, à l’exception de Fey-en-Haye. Ils ne s'avouent pas vaincu et atteignent les abords du village où les Allemands avaient mis en place des positions défensives. Un déluge de feu de la part de l’artillerie française détruit totalement le village.
Le 10 octobre 1915, un avion allemand, un Aviatik C, appartenant à l'escadrille FA70 est abattu dans le ciel du Bois-le-Prêtre par le pilote français Jean Bourhis. L'avion qui s’est écrasé était piloté par le caporal (Gefreiter) Kurt Kroner, né le 9 mars 1892 à Brand. Il était accompagné de son observateur le lieutenant Guido Fritz Wolf, né le 20 décembre 1893 à Berlin. Jean Bourhis, pilotait un Nieuport de l’escadrille N31.
À partir de 1916, neuf divisions françaises viennent tenir successivement le secteur aux lignes désormais immuables. Le 22 juillet 1916, le 359e régiment d'infanterie arrive dans le Bois-le-Prêtre pour relever les 346e régiment d'infanterie et 360e régiment d'infanterie. C'est un secteur où les tranchées ennemies sont assez éloignées, ce qui permet d'organiser de fréquentes sorties. Bien que le bombardement ne soit pas très violent, il fait subir des pertes fréquentes aux Allemands. Le 8 février, le {{1er}|bataillon}} du « 7. Brandenburgisches » est stationné dans le camp de Grolmann. il réussit à abattre un avion français qui vole a très basse altitude. À son bord se trouve le maréchal des logis Isaac Ouvrard et Eugène Bruneteau tous les deux membres du 1er groupe d'aviation (G.A),. Le journal de guerre du régiment en donne un compte rendu détaillé: « un petit jet de flammes jaillit menaçant de la machine. Une pause de plusieurs secondes. Une deuxième flamme plus grande suit. Un tremblement traverse l'appareil ; il se balance et tombe. En glissant vers le bas, l'avion surmonte la hauteur à laquelle se trouve le régiment voisin. Quand nous sommes arrivés sur le site de l'accident, nous avons trouvé un site d'incendie. Des flammes ont également léché autour des corps des détenus. C'était un spectacle horrible. La joie de l'anéantissement de l'ennemi se mêlait à la pitié pour les braves aviateurs qui devaient expier leur audace avec la mort ».
Les 23 août, 30 août et 2 septembre, les Allemands, après une sérieuse préparation, tentent des coups de main. À chacune de ces tentatives, ils sont repoussés avant d'avoir pu atteindre les lignes françaises. Dans une lettre du 27 juillet 1916, le soldat Jean-Marie Beurrot du 359e régiment d'infanterie témoigne, « hier nous nous sommes approché des lignes ; nous sommes pour le moment cantonnés dans des baraquements en pleine forêt et avec la chaleur qu’il fait actuellement, nous sommes très bien à l’ombre dans ce bois touffu. Mais je crois que ce soir nous allons quitter à nouveau notre propriétaire, nous ne demeurons pas longtemps sans déménager. Nous comptons aller prendre les tranchées ce soir mais rassure toi et ne t’en fais point le coin est tranquille ».
Le 28 septembre 1916, le 359e régiment d'infanterie est relevé par le 297e régiment d'infanterie par voie de terre, le régiment gagne la région du camp de Bicqueley et vient cantonner, le 4 octobre 1916, dans les villages de Moutrot, Crézilles, Gye (4 kilomètres sud-ouest de Toul). Le 1er octobre 1916, l’état-major et le 4e bataillon du 283e régiment d’infanterie viennent rejoindre le 5e bataillon à Montauville. Dans la journée, les commandants de compagnie vont reconnaître en première ligne les emplacements occupés par le 297e régiment d'infanterie, la relève s’effectue dans la soirée. Le secteur affecté au régiment comprend la partie ouest du Bois-le-Prêtre et le terrain situé en avant du village de Fey-en-Haye. Il s’étend sur un front de cinq kilomètres environ entre un point situé à peu près à mi-chemin des villages de Régniéville et de Fey-en-Haye à l’ouest et la partie du Bois-le-Prêtre dite « le Mouchoir » à l’est. Le 7 avril 1917, les Allemands attaquent au chlore sur quatre kilomètres de front entre Limey, Fey-en-Haye, Mont-Mare et Bois-de-Fière tenu par le 283e régiment d'infanterie et le 95e régiment d'infanterie territoriale.
En guise d'épilogue, le 13 septembre 1918, tout le secteur du Bois-le-Prêtre est libéré sans combat par la 90e division d'infanterie américaine, au cours de la réduction du saillant de Saint-Mihiel.

### Fraternisation entre soldats allemands et français
De l'avis d'un témoin combattant français, « des imaginatifs ont affirmé qu’à la fontaine du Père Hilarion, Français et Allemands allaient chercher de l’eau, et que, par suite, d’une trêve tacite, des propos idylliques s’échangèrent entre adversaires. Il n’y a qu’une objection à cet émouvant tableau, c’est qu’il fut matériellement impossible ; jamais la fontaine ne s’est trouvée entre les lignes ». Henri Desagneaux, affecté au 359e régiment d'infanterie, relate des échanges de tabac et de chocolat entre Français et Allemands depuis leurs tranchées séparées d'à peine 10 mètres. Ceci, bien sûr, en cachette de leurs supérieurs. Le 27 octobre 1914, plusieurs soldats allemands rendent visite aux soldats français, pour leur dire que leurs barbelés sont trop hauts, ils leur expliquent comment il faut faire, cela se passe au bout de la tranchée forestière de Fey-en-Haye.
Johann Baptiste Mack de la 51e brigade, soldat allemand au Bois-le-Prêtre, fait ce récit, « nous avions enlevé les cuirs pour creuser, de l'autre côté les Français avaient fait comme nous et ils nous faisaient signe en agitant le képi de la main, nous avons rendu ce salut. Alors que nous étions du côté de Remenauville, en 1916, les Français venaient jouer aux cartes avec nous et nous allions chez eux de la même manière ».

## Personnalités au Bois-le-Prêtre

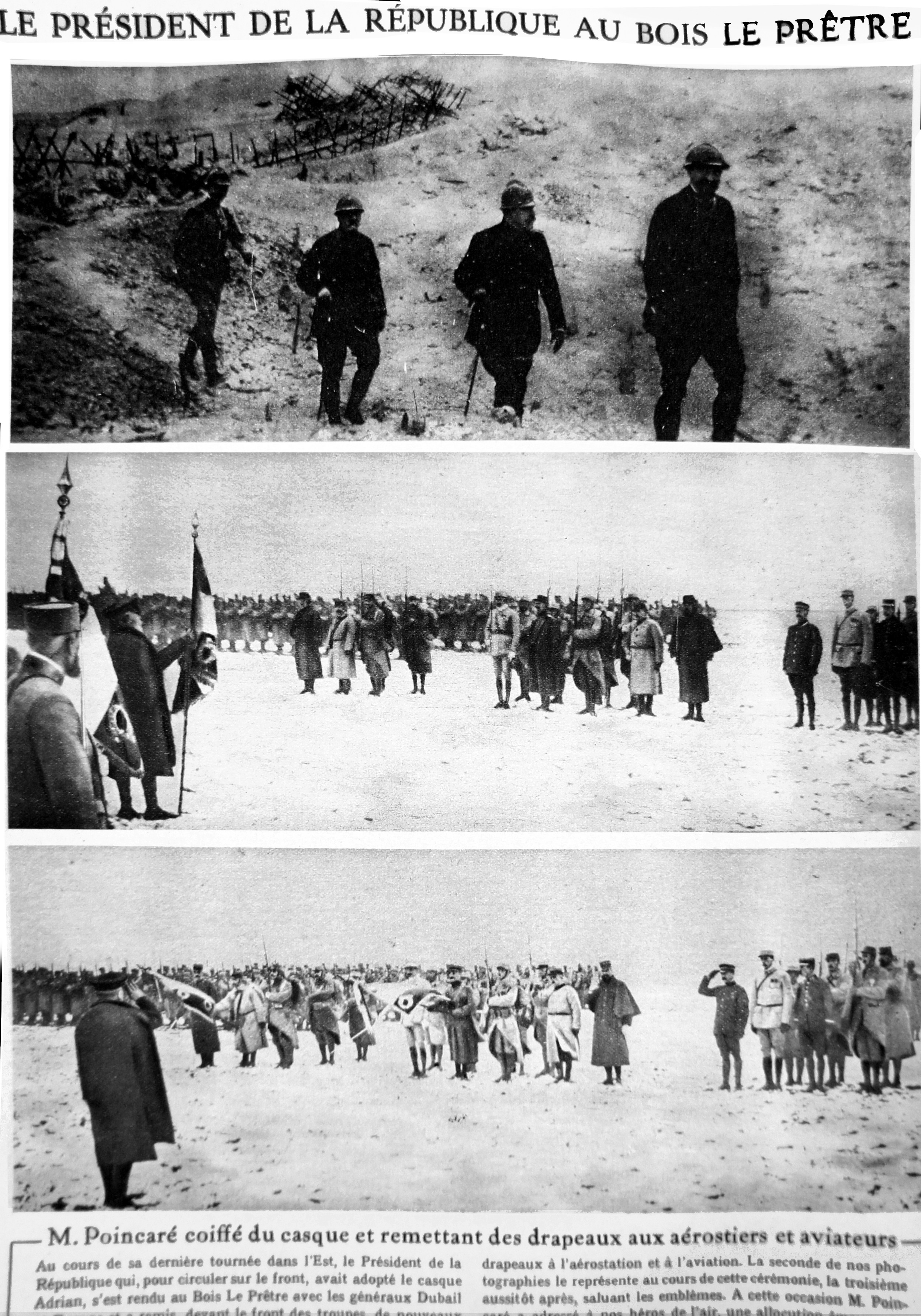
Visite du président Poincaré avec le général Dubail, remise de médaille et de drapeaux aux aérostiers en novembre 1915.

### Personnalités tombées lors des combats
Jean Bayet, homme de lettres, rédacteur au sous-secrétariat des beaux-arts. Lieutenant de réserve au 356e régiment d'infanterie, il fut tué lors d'une charge vers une tranchée voisine de la sienne, sorti en terrain découvert le 7 avril 1915 au Bois-le-Prêtre.
Georges Paulin Besson, sous-lieutenant au 46e régiment d'artillerie de campagne, fut tué d'un éclat d'obus à la poitrine le 17 février 1917 alors qu'il réglait, à découvert, le tir d'une de ses pièces sous un feu ardent.
Jean-François Chéronnet-Champollion, grand voyageur, artiste peintre et photographe, est l'arrière-petit-fils de l’illustre Jean-François Champollion. De nationalité américaine, il s'engage volontaire et intègre le 168e régiment d'infanterie. Le 10 avril 1915, il s'est offert comme volontaire pour réparer, sous le feu, sa tranchée qui venait d'être bouleversée par l'explosion souterraine d'un fourneau de mines allemandes. a été tué d'une balle en plein front au moment où il accomplissait sa mission. Dans une de ses lettres, il témoigne, « nous sommes couverts de boue des pieds à la tête ; c’est une vie sale et misérable au-delà de toute description… on dort sous terre, on se couche et on mange dans la boue, nos mains, notre figure, nos uniformes et surtout nos pieds en sont enduits… l’impossibilité de se laver, même les dents, car l’eau, sauf la pluie, est rare et il est interdit de la boire ».
Raymond Auguste Didier, Coureur cycliste pro de 1908 à 1911. Soldat de 2e classe du 353e régiment d’infanterie à été tué le 8 avril 1915 au Bois-le-Prêtre.
Marcel Ferrette, fils unique d'Henry Ferrette, député de la Meuse en 1898, il s'engage volontaire à 16 ans et demi, devient sergent à 17 ans au sein du 367e régiment d'infanterie. il tombe au Bois le Prêtre le jour même de son retour au front. Il fut le plus jeune sergent de l’armée française.
Anaxagoré Camiré Benedy Lafouasse, capitaine de la 21e compagnie du 6e bataillon du 368e régiment d’infanterie, fut tué au Bois-le-Prêtre le 4 juillet 1915.
Jules Loguet dit Robert, né le 27 mai 1883 à Bressolles (Allier), il devient champion de France 100 km marche en 1911. Sergent au 169e régiment d’infanterie, il décède le 19 novembre 1914 au Bois-le-Prêtre. Sa tombe est visible à la nécropole du Pétant (14/18-A-111).
Louis Lautrey, capitaine au 346e régiment d'infanterie, était historien jurassien et auteur d'une biographie du capitaine Lacuzon, il a été tué au combat le 31 mars 1915.
Guy Jean-Marie Ossude, sous-lieutenant au 169e régiment d'infanterie. Tué au combat le 1er novembre 1914 au Bois-le-Prêtre, il fut inhumé dans le cimetière provisoire près du Pétant. Son tombeau est toujours visible à la sortie de Montauville juste avant le panneau Maidières. Ce monument est dû à un granitier de Senones dans les Vosges.

### Personnalités ayant servi dans les armées française ou allemande
Robert Bachot, fondateur de la fromagerie du même nom à Saligny dans l'Yonne (fabrication de camembert marque l’Acqueduc, de coulommiers marque l’Étoile), est mobilisé dans le 168e régiment d'infanterie comme caporal. Il est blessé par un éclat d'obus à la jambe le 3 avril 1915 au Bois-le-Prêtre.
François-Marie Barat, footballeur international français, joue à l'AS Bon Conseil, et compte deux sélections en championnat de France en 1909. Incorporé au 168e régiment d'infanterie, il sera grièvement blessé au thorax et l'avant-bras gauche par un éclat d'obus dans les combats du Bois-le-Prêtre.
Charles Bill, anarchiste membre de la bande à Bonnot. Il est condamné à mort par contumace pour le meurtre du nancéen Blanchet. Pour échapper à sa condamnation, il s'enrôle sous le nom de Masson dans l'armée à la déclaration de la guerre. Incorporé au 167e régiment d'infanterie, il sera blessé au Bois-le-Prêtre le 8 février 1915 par un éclat d'obus. Il sera reconnu et arrêté en 1916 au camp d'Avord.
Claude Bils, peintre, dessinateur et caricaturiste, servit au 353e régiment d'infanterie qui défend le Bois-le-Prêtre.
Gus Bofa, illustrateur français au journal La Baïonnette. De son vrai nom Gustave Blanchot, il a été mobilisé en août 1914 dans le 346e régiment d'infanterie. Il combat au Bois-le-Prêtre où il fut touché aux deux jambes par un tir de mitrailleuse le 7 décembre 1914. Il dira plus tard, « je suis mort deux fois au cours de ma vie, une fois en 1914 au Bois-le-Prêtre ; la seconde fois à l’hôpital de Toul »
André Dunoyer de Ségonzac, illustrateur et peintre français, est affecté au 353e régiment d'infanterie. De nombreux dessins paraissent dans l'Élan, le Crapouillot et fait les illustrations du livre Les Croix de Bois de Dorgeles. Quelques croquis de son expérience au Bois-le-Prêtre sont visibles au Buffalo AKG Art Museum.
Henri Desagneaux, juriste, attaché au Contentieux de la Compagnie des Chemins de Fer de l’Est, affecté au 359e régiment d'infanterie, Le 14 juillet 1916, il est au Bois-le-Prêtre.
Jacques Dieterlen prend part aux combats du Bois-le-Prêtre en tant que sergent d'infanterie. Il perdit l'usage de son bras gauche lors d'un assaut à la baïonnette dans ce bois.
Albert Guillaume, chanoine et curé de Prény (1909 à 1952), de Pagny-sur-Moselle (1919 à 1952). Il fut brancardier et infirmier au Bois-le-Prêtre.[réf. nécessaire]
Paul Langer, sculpteur et entrepreneur, il débute la guerre dans le 4e régiment d'infanterie territoriale. Le 21 et le 24 juin 1916, il se trouve aux abords du Bois-le-Prêtre à Pompey, occasion pour lui de réaliser quelques croquis. Certaines de ses œuvres seront présentées en décembre 1916 dans la salle du jeu de Paume à Paris.
Théodor Lerner, journaliste, aventurier, pionnier des expéditions arctiques allemand, il fût lieutenant de la 3e compagnie du 81e régiment d’infanterie lors des combats du Bois-le-prêtre.
Don-Pierre Sabiani, frère du Parlementaire français et maire de Marseille Simon Sabiani. Il est affecté au 163e régiment d'infanterie le 24 décembre 1914. Blessé lors des combats du Bois-le-Prêtre le 7 avril 1915, il est fait prisonnier pendant 52 mois.
Albert Sarraut, en 1914, il est ministre de l'Instruction publique et des Beaux-Arts dans le cabinet de René Viviani. En octobre 1915, à la chute de celui-ci, il s'engage et il est envoyé au front sur sa demande, comme sous-lieutenant d'infanterie dans le 367e régiment d'infanterie. Il tient, de décembre 1915 à juillet 1916, les tranchées au Bois-le-Prêtre. De son passage dans ce bois, reste un ensemble de photographies.
Ernst Jünger, écrivain, des Eparges au Bois-le-Prêtre, son récit permet de voir le côté allemand des combats dans le secteur.
Auguste Heiligenstein, maître verrier et céramiste. En 1915, il est désigné pour être observateur en avion à l’escadrille de la division, la MF 5, au Bois-le-Prêtre.
Joseph Lesage, illustrateur français, publie ses dessins dans le Journal de tranchées de la 73e DI, Le Mouchoir. Il est mort de la grippe espagnole le 19 octobre 1918.
Général René Michel, était lieutenant de la 11e compagnie au 167e régiment d'infanterie lors des combats du  bois-le-Prêtre. Ses souvenirs seront repris dans l'historique du régiment.
Georges Riberpray, est engagé volontaire au 102e régiment d'infanterie. Élève à l'École polytechnique, puis à l'Ecole d'application d'Artillerie à Fontainebleau et encore à l'École Supérieure de Guerre, il occupera les postes de professeur adjoint au cours de Fortification à l'École de Guerre et sous-chef de Cabinet de M. Berteaux, ministre de la Guerre. Lors de la mobilisation, on le trouve colonel, commandant le 10e Génie à Toul. Il est de tous les combats de la Brigade Active de Toul puis de la 128e DI.
Le général Guillaumat, commandant de la IIe Armée à Verdun, lui a décerné à l'occasion de sa glorieuse mort, la citation suivante à l'ordre de l'armée : « officier général de la plus haute valeur morale et du plus beau caractère, n'ayant jamais connu d'autres soucis que ceux du bien de l'Armée et de l'accomplissement de ses devoirs militaires. Adoré de ses officiers et de ses hommes, leur prêchait le mépris du danger en leur donnant, chaque jour, l'exemple du plus beau courage. Tombé glorieusement le 11 septembre 1917 en visitant en plein combat et sous de l'artillerie et des mitrailleuses, ses régiments de première ligne »
Jean de Lattre de Tassigny, lieutenant au 12e RD, est blessé d’un coup de lance d’un Uhlan dans une clairière du Bois-le-Prêtre, le 14 septembre 1914.
Pierre Sarrant, tireur d'élite au 353e régiment d'infanterie, 5e bataillon, 19e compagnie parle de ses souvenirs au Bois-le-Prêtre avec en fond des bruitages sonores (parfois gênants pour l'audition). Il relate les circonstances dans lesquelles trois de ses camarades sont tués au combat. Il parle aussi de la journée du 9 mai 1915 et de la triste journée du 4 juillet 1915. Il évoque aussi les cantonnements à Pont-à-Mousson, Montauville et Blénod les Pont-à-Mousson.
Ernst Toller, écrivain allemand, participa aux combats du Bois-le-Prêtre. Il décrit ses conditions de vie, « nous dormons serrés les uns contre les autres dans des abris boueux, l’eau coule des murs, les rats rongent notre pain, la guerre et la patrie sur notre sommeil. Nous n’enterrons pas nos morts. Si je ne me faufile pas dans les tranchées accroupi, je ne sais pas si je passe devant un mort ou un vivant. Ici, les cadavres et les vivants ont les mêmes visages gris jaune »
Victor Tuby organise et défend l'observatoire dénommé par l'état-major « Observatoire Tuby ». Gravement blessé, il reçoit la Croix de Guerre 1914-1918.
Alexandre Ular ou Alexander Ferdinand Uhlemann, est historien et écrivain allemand naturalisé français. Spécialiste de la Russie et de la Chine, il collabore à de nombreuses revues dont la Revue Blanche, la « Contemporary Review, die Deutsche Rundschau ». De mai à octobre 1915, il combat au Bois-le-Prêtre au sein du 302e régiment d'infanterie.

### Autres personnalités
Sarah Bernhardt, comédienne, rendit visite aux poilus dans les tranchées du Bois-le-Prêtre dans le cadre du théâtre aux armées en mai 1916.
Eugène Galien-Laloue, peintre français, fît un dessin des combats du Bois-le-Prêtre aujourd'hui conservé au musée des Beaux-Arts de Reims.[réf. nécessaire]
Frédéric Gadmer, photographe, il effectue des missions dans le cadre des Archives de la Planète à la fin de la Première Guerre mondiale. En 1920, il effectue plusieurs clichés du Bois-le-Prêtre.
André Mantelet-Martel, artiste dessinateur né en 1876 à Pontoise (Oise), fît des dessins du Bois-le-Prêtre. Ceux-ci sont conservés au musée des Beaux-Arts de Reims.
Charles Peguy, lieutenant de réserve, part en campagne dès la mobilisation en août 1914, dans la 19e compagnie du 276e régiment d'infanterie. Le dimanche 23 août 1914, il se trouve dans la forêt de Bois-le-Prêtre, gagne dans la nuit Pont-à-Mousson menacée.
Raymond Poincaré, président de la République française originaire de Meuse, visite le Bois-le-Prêtre le 7 juin 1915 et le 14 novembre 1915. Il dira par la suite:
« De toute les visions d’horreur que la guerre m’a offertes, c’est au Bois le Prêtre que j’ai vu les plus effroyables.
J’y suis allé plusieurs fois et j’ai vu aux premiers jours d’hiver nos soldats merveilleux d’endurance au milieu de l’humidité et de la boue. Mais la visite qui m’a le souvenir le plus ému, je l’ai faite un jour d’été, par une chaleur torride, alors qu’à la lisière des bois les mouches bourdonnaient autour des cadavres couverts de branchages et que le soleil dardait sur les tranchées que ne tamisaient pas les arbres dépouillés par la pluie d’obus. Je montai jusqu’aux premières lignes, en suivants les boyaux où la température était celle d’une fournaise, et je trouvai, derrière les créneaux, des hommes qui au milieu des blessés non encore évacués et des morts non ensevelis, veillaient tranquillement à la sécurité de leur position.
C’était des soldats de cette 73e Division d’Infanterie qui a si vaillamment défendu Pont-à-Mousson jusque dans le courant de 1915. Ils étaient là, debout, attentifs, le regard fixe, indifférent à tout sauf à leur consigne et à leur devoir, véritable image de la patrie aux aguets »
Victor Prouvé, artiste peintre sculpteur né en 1858 à Nancy, fit des croquis du champ de bataille lors de sa visite en juin 1921 sur le site originel de la Croix des Carmes.

### Des fusillés pour l'exemple
Les deux soldats Camille Chemin et Édouard Pillet du 37e d'infanterie coloniale sont fusillés près de Montauville pour désertion, mais il s’agit d’un malentendu. En effet, les sacs laissés par les fantassins pendant une attaque précédente avaient été pillés. Les deux hommes sont désignés pour les garder afin d’éviter les vols durant les attaques suivantes. En juin 1915, lors d’une attaque menée par le nouveau capitaine, celui-ci les considère comme disparus au front alors qu’ils étaient à l’arrière avec les sacs. Le 37e RIC fait ensuite mouvement et Chemin et Pillet réintègrent le régiment. Le colonel les considère comme déserteurs et les deux soldats sont traduits le 4 août devant un conseil de guerre et fusillés dès le 6 août. Ces deux soldats fusillés pour l'exemple seront réhabilités en 1934.

## Journaux de tranchée

### Le Mouchoir
Le Mouchoir est un journal de tranchée fondé le 14 novembre 1915 au cœur des combats du Bois-le-Prêtre. La guerre de position est bien installée et Joseph Lesage, créateur du journal avec deux amis, vise à maintenir le moral des troupes, à informer les soldats des nouvelles du front.
Les tranchées et les conditions de vie difficiles nécessitent des moyens de communication et de soutien moral pour les soldats. Le journal publie deux fois par mois des récits, des articles sur la vie quotidienne au front, et des lettres de soldats exprimant leurs pensées et leurs émotions. Cela permet de créer un lien entre les soldats et la population civile. Il prend le nom d'un lieu-dit du Bois-le-Prêtre que la 73e DI a conquise. Après la guerre, le Mouchoir a été considéré comme un document historique précieux avec soixante-deux numéros. Il offre un aperçu de la vie des soldats pendant la Première Guerre mondiale et des défis auxquels ils étaient confrontés.

### Le Klaxon
Le Klaxon est un journal de tranchée qui parait la première fois le 1er avril 1916 à l'auberge Saint-Pierre proche de Montauville. Le premier numéro fut offert aux Poilus du 367e régiment d'infanterie et titre oblige cette apparition fit quelque bruit. Le rédacteur en chef de la nouvelle feuille était A. Samuel de la 20e compagnie. Imprimé à Nancy, il paraissait sur 4 à 8 pages. Parmi les collaborateurs, nous pouvons citer : Jean Ménil, Maurice Delamotte, Gaston Lacroix, André Soriac, Léon Salomon. Klaxon était un journal satirique et humoristique qui abordait la vie quotidienne des soldats dans les tranchées. Les articles étaient souvent accompagnés d’illustrations réalisées par les soldats et traitaient de manière légère des réalités tragiques de la guerre. Le 1er avril 1917, après un grand succès auprès des soldats français, ce journal cesse d'être diffusé à sa 15e édition.

## Lieux de mémoire

### Cimetières militaires
Les sépultures françaises sont regroupées à la nécropole nationale du Pétant, commune de Montauville ainsi qu'au carré militaire du cimetière de Pont-à-Mousson pour ceux morts à l'hôpital de Pont-à-Mousson[réf. nécessaire].
Des soldats allemands ont été inhumés au cimetière militaire allemand de Thiaucourt, d'autres au cimetière de Noviant-aux-Prés[réf. nécessaire].

### Monuments commémoratifs
Choloy-Menillot : monument à la mémoire des Soldats Français tombés dans les combats du Bois-le-Prêtre[réf. nécessaire].
Fey-en-Haye : monument commémoratif au village détruit[réf. nécessaire].
Fey-en-Haye : église Saint-Gorgon dotée des vitraux de Jacques Grüber, réalisés en hommage aux combats de la Croix des Carmes en 1924 et sera classé monument historique 60 ans plus tard, en septembre 1984.
Fey-en-Haye : chêne mitraillé du Bois-le-Prêtre, retiré en 2005 de son emplacement d'origine et placé, après traitement et séchage, dans l'église.
Montauville : une borne Vauthier, proche de la Croix des Carmes[réf. nécessaire].
Montauville : la Croix des Carmes. Créée par le sculpteur Émile Just Bachelet et Victor Prouvé. Elle fut inaugurée le 23 septembre 1923 par Raymond Poincaré.
Montauville : Patte d'Oie, monument commémoratif au 365e régiment d'infanterie qui symbolise l'avancée extrême de l'armée française dans le secteur[réf. nécessaire].
Noveant-sur-Moselle : plaque du monument aux morts sur lequel figure le nom des soldats français, blessés au Bois-le-Prêtre (10 km) et décédés à l'ambulance du château. De par sa proximité du Bois-le-Prêtre, de nombreux prisonniers sont passés par Novéant, parqués dans les chais d'un marchand de vin ou le parc du château. Une ambulance allemande au château a soigné beaucoup de blessés français rapatriés du Bois-le-Prêtre[réf. nécessaire].
Remenauville : chapelle commémorative du village[réf. nécessaire].
Vilcey-sur-Trey : monument du Lion, à la mémoire du 241e Infanterie Bataillon, réalisé par le soldat Schrader sur un dessin du lieutenant Wortmann. Érigé le 21 septembre 1915, il met à l’honneur les hommes de 3 régiments et leurs fidèles camarades tombés au Bois-le-Prêtre: le 60e « Infanterie-Regiment Markgraf Carl » (7e « Brandenburgisches ») ; le 7e et 56e « Reserve-Infanterie-Regiment » ][réf. nécessaire].

### Vestiges allemands
Certains furent décrits par Ernst Jünger, dans son roman Orages d'acier. Ils sont situés à Vilcey-sur-Trey:
- la fontaine Kühlewein Brunnen 1915-1916 porte le nom du lieutenant Von Kühlewein commandant la 2e compagnie de la 80e brigade d'infanterie, « Ersatz Bataillon »[réf. nécessaire];
- ancien cimetière allemand (près du moulin Jaillard) dont les corps ont été relevés et transférés dans la nécropole allemande de Thiaucourt;[réf. nécessaire]
- Ancien autel de prière;[réf. nécessaire]
- la fontaine Pütter-Quelle ou des trois goulots porte le nom du médecin d’État Major Pütter, qui officiait au 80e brigade d'infanterie, « Ersatz Bataillon »;[réf. nécessaire]
- Offizier-Kasino im « Grolmanlager »;[réf. nécessaire]
- la fontaine des 4 Goulots ou Von Oidtman porte le nom du commandant de la 42e « Reserve-Infanterie-Regiment », puis de la 80e brigade d'infanterie, « Ersatz Bataillon »;[réf. nécessaire]
- Le « Grolmanlager », épicentre du camps arrière allemand en forêt au bord du village. Les baraquements ont été démontés par les habitants post guerre, il reste les tranchées et les positions des baraques[réf. nécessaire].

### Vestiges français
Maison forestière du Père Hilarion;

Fontaine du Père Hilarion. Pierre Simon (1894-1915), engagé volontaire au 168e régiment d'infanterie, témoigne de l'utilité de cette fontaine dans une lettre adressée à son oncle, le 29 août 1914 : « je suis arrivé ici le dimanche matin à cinq heures. Quelques heures que j'étais habillé en soldat et après à la soupe et après le rapport, je suis déjà allé à la corvée de lavage. Nous avons lavé des culottes rouges et des treillis ».

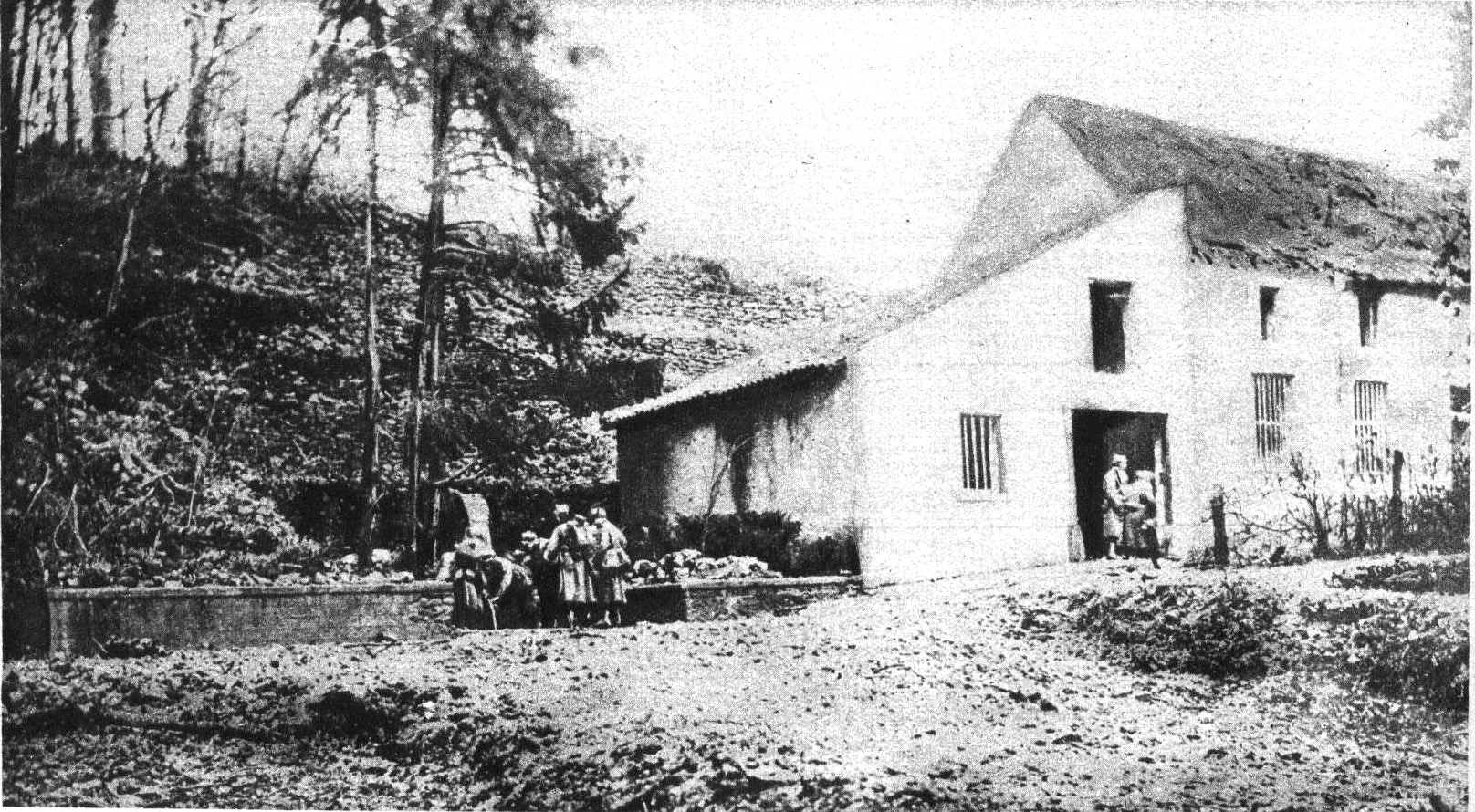
La fontaine et la maison du père Hilarion.

## Hommages
Le boulevard du Bois-le-Prêtre est inauguré le 2 juin 1932 par les anciens combattants des 73e et 128e DI en présence du général Lebocq. Ce boulevard est situé dans le 17e arrondissement, à la lisière de la ville de Paris et des communes de Saint-Ouen et de Clichy. La tour Bois-le-Prêtre, construite en 1957 sur le boulevard du même nom à Paris complétera l'hommage rendu par la ville de Paris.
La broche commémorative de la Section de l'Yonne de la Division du Bois-le-Prêtre, unité qui a participé aux âpres combats livrés au Bois-le-Prêtre.
La cérémonie du départ des loups du Bois-le-Prêtre. Chaque année, mi-juin, élus du territoire, anciens combattants et représentants d’associations patriotiques se réunissent à la Croix des Carmes.
La cérémonie de la gerbe de blé. Chaque année, cette cérémonie  rend hommage au poilu et sculpteur Gaston Deblaize et à ses camarades du 356e régiment d'infanterie qui ont combattu dans le bois des Veuves.
La rue du Bois-le-Prêtre à Pont-à-Mousson part de la place Colombe vers le nord et longe le canal latéral à la Moselle[réf. nécessaire].
Le Hêtre du centenaire, dans le secteur de la croix des Carmes, cet arbre a été choisi pour représenter la Lorraine en 2014. Un choix symbolique en cette année de commémoration du début de la grande guerre, cet arbre avait survécu aux terribles combats qui eurent lieu à cet endroit. Les agents de l’Unité territoriale ONF du Val de Lorraine présentent le projet en ces termes : « j’avais environ une centaine d’années en 1914 quand la Grande Guerre a commencé. Les obus et la mitraille ont eu raison de ma ramure me laissant quasiment moribond. Mais la vie a été plus forte. Je suis reparti de mes racines pour devenir le hêtre à nouveau centenaire que voici ».
Le musée des Baïonnettes à Regneville présente de très nombreuses pièces (armement, matériel, uniformes et documents). Ils sont toutes en très bel état de conservation.

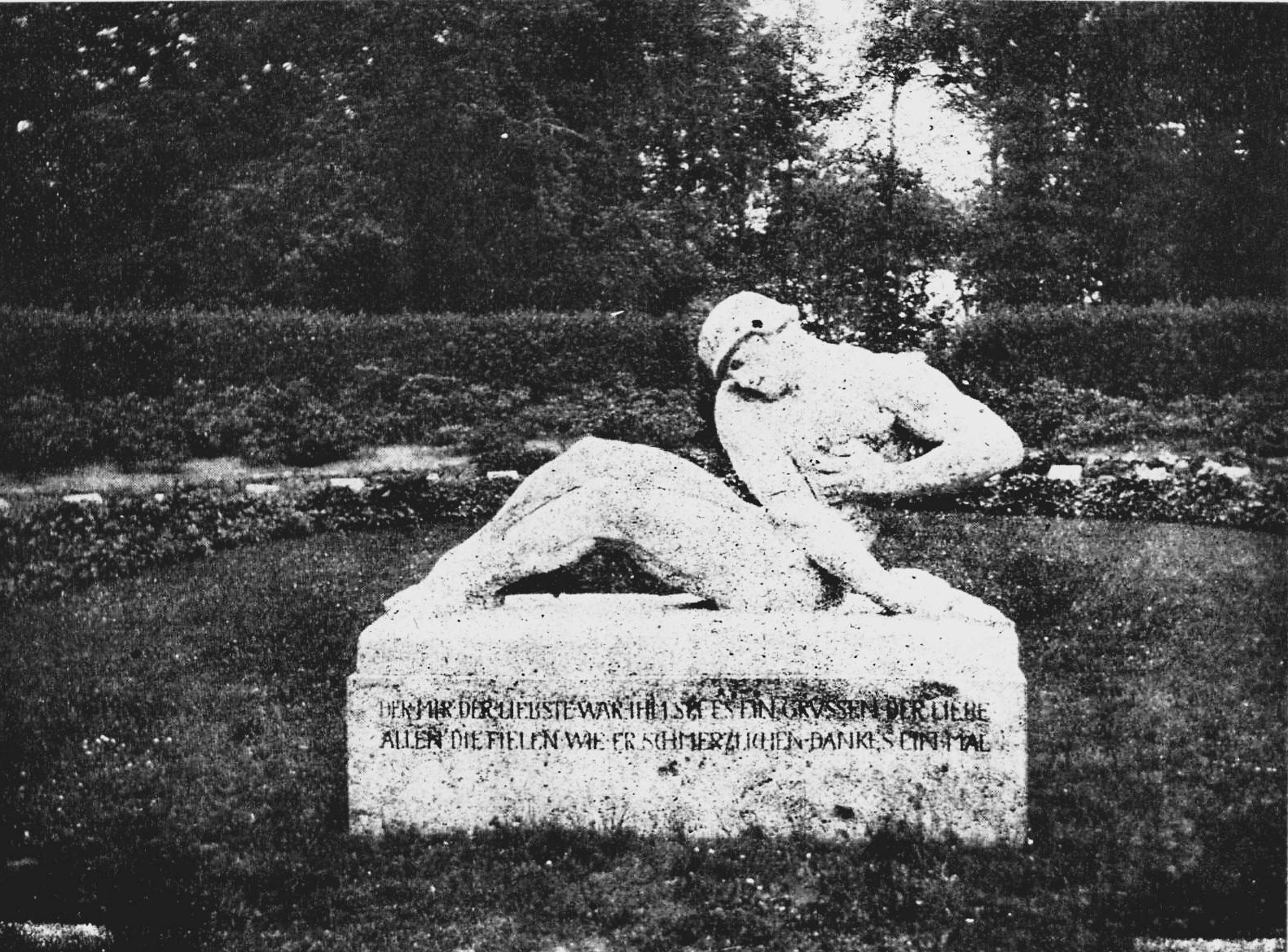
« Le guerrier mourant »

La sculpture « le guerrier mourrant », créée par Fritz Behn est un hommage à son beau-frère, le capitaine et avocat Hans Küstermann. Elle est installée dans le mémorial central de Lübeck en Allemagne. On peut lire l'inscription sur le devant de la base,« qui était le plus cher pour moi, pour lui c’était une salutation d’amour. La mémoire du Dr. jur. Hans Küstermann tombé au Bois-le-Prêtre en 1915, à tous ceux qui tombèrent comme lui, une gratitude douloureuse pour une fois » .

## Le symbole du Bois-le-Prêtre
Les combats du Bois-le-Prêtre, marqués par la brutalité et le sacrifice, ont profondément inspiré l'art et la mémoire collective, se transformant en un symbole puissant de la Première Guerre mondiale.
Ce symbole a été représenté visuellement dans plusieurs œuvres artistiques marquantes. Parmi celles-ci, « La Croix de Flirey » du peintre tchèque Josef Syrovy (1879-1956) capture l'intensité dramatique du combat et le sacrifice des soldats à travers une croix brisée, évocatrice des horreurs du front. Claude Bills, qui a participé aux combats du Bois-le-Prêtre, a créé des peintures saisissantes qui dépeignent les scènes de la vie des soldats dans cette zone de guerre. Ces œuvres, témoignant de la brutalité du conflit, ont été exposées en 1915 lors du Salon de la Guerre et des Humoristes à Paris. De son côté, Hans W. Schmidt, illustrateur allemand, a réalisé « Assaut sur les blockhaus et les tranchées de liaison », une œuvre poignante qui retranscrit la violence et le chaos de l’assaut dans la forêt du Bois-le-Prêtre, à la suite du bombardement d'artillerie du 4 juillet 1915. Enfin, l'artiste dessinateur André Mantelet-Martel a réalisé deux œuvres à l'eau-forte et aquatinte sur papier vergé filigrané, représentant le secteur du Bois-le-Prêtre. Le premier dessin, exécuté en juillet 1915, et le second en 1916, sont aujourd'hui conservés et exposés au Musée des Beaux-Arts de Reims.
C'est également au travers d'un film rare et précieux: « Après les combats du Bois-le-Prêtre », qui constitue l'une des archives filmiques les plus anciennes conservées par La Contemporaine, un centre de ressources consacré à l’histoire contemporaine. Tourné au cœur des tranchées pendant la Première Guerre mondiale, il se distingue par son caractère amateur, en contraste avec les images officielles de la guerre qui sont plus couramment diffusées. Ce film unique a été réalisé par un soldat, vraisemblablement en 1915, et témoigne de la réalité de la guerre vécue de manière intime par ceux qui y participaient. Le film était accompagné d’un album de 34 planches contenant 67 tirages photographiques pris au même endroit durant le printemps et l'été de 1915. Ces photographies, tout comme le film, documentent la vie des soldats et des conditions de guerre, offrant une vision plus complète et intime de la réalité de cette époque. L'ensemble du matériel, film et album photographique, a été donné au Musée des deux guerres de la BDIC (Bibliothèque de Documentation Internationale Contemporaine) en 1952 par Madame Gal Ladevèze, contribuant ainsi à la conservation de cet héritage documentaire exceptionnel. Ce don permet aujourd'hui à La Contemporaine de préserver une archive unique qui illustre l'expérience de la guerre à travers le regard d'un soldat ordinaire, loin des représentations officielles souvent idéalisées ou dramatisées. Ce film est considéré comme un témoignage exceptionnel sur la Première Guerre mondiale, non seulement en raison de son ancienneté, mais aussi à cause de la rareté des images amateurs de cette époque. Contrairement aux films produits par les autorités militaires ou les cinéastes professionnels, qui ont principalement documenté les moments héroïques ou les grandes batailles, ce film présente des scènes du quotidien des soldats dans les tranchées, offrant ainsi une vision plus humaine et plus nuancée de la guerre. En ce sens, « Après les combats du Bois-le-Prêtre » constitue une ressource précieuse pour les historiens, chercheurs et curieux qui souhaitent comprendre l'impact de la guerre sur ceux qui y ont participé, au-delà de la propagande officielle. C’est également dans le cinéma que cette mémoire se poursuit, avec le film « Après les combats du Bois-le-Prêtre », un témoignage rare et précieux réalisé vraisemblablement en 1915 par un soldat, qui offre un regard intime et humain sur les conditions de vie des combattants dans les tranchées. Ce film, accompagné d'un album photographique comportant 67 tirages pris dans la même période, constitue un ensemble documentaire unique, loin des récits officiels, qui permet de comprendre la guerre à travers les yeux de ceux qui l’ont vécue. Conservé par La Contemporaine, cet ensemble, tout comme les peintures de Syrovy et Schmidt, contribue à la construction du souvenir des combats du Bois-le-Prêtre et perpétue le symbole de la résistance et du courage des soldats face à l'horreur de la guerre.

Les combats du Bois-le-Prêtre ont également été immortalisés dans la chanson et la poésie, servant de moyens d’expression et de réconfort pour les soldats et la nation. La chanson   composée par Paul Colon, dit « Paulus », membre du 47e régiment d'infanterie territoriale, écrite le 28 mai 1915, est l'un des témoignages musicaux les plus poignants de cette bataille. Par ses paroles, elle capture à la fois la douleur et la détermination des combattants, et le souvenir de l'enfer vécu dans cette forêt dévastée. De même, Lucien Boyer, chansonnier engagé, compose  en 1915, la chanson « Le Bois-le-Prêtre » rend hommage aux soldats français ayant combattu lors de la Première Guerre mondiale, notamment dans le secteur du Bois-le-Prêtre. À travers un ton à la fois grave et humoristique, elle décrit la dureté du combat contre l'ennemi allemand, symbolisé par le « Boche », et les conditions de vie terribles des soldats dans la boue, sous les tirs constants. Le poème évoque la souffrance, les sacrifices, mais aussi la résilience des poilus, qui trouvent de l'humour même dans les pires moments. En fin de compte, la chanson célèbre les martyrs tombés pour la France, soulignant leur héroïsme et leur honneur, et l'importance de se souvenir de leur sacrifice. Côté Allemands, le poème « Priesterwald ! » de Rudolph Wilhelm Grunert, publié le 9 janvier 1916, décrit les horreurs de la guerre et les lourdes pertes subies par les soldats allemands dans la forêt du Bois-le-Prêtre. À travers des images de combats violents, de morts et de souffrances, il évoque la brutalité de la guerre, le silence des soldats tombés et le deuil des familles. Le poème souligne à la fois l'héroïsme des combattants et la tragédie de leur sacrifice. Quant au poème  d’Ernst Toller « Liechen im Priesterwald », que l'on peut traduire par « Cadavres dans les bois » écrit en 1916, dresse un tableau macabre de la bataille, avec une vision cruelle de la guerre entre « cerveaux fendus, tripes vomies. L’air empoisonné par la puanteur des cadavres ». Louis Zaepfel, fabriquant serrurier et chef de chantier, était caporal au 346e régiment d'infanterie lorsqu'il écrit le poème « Pour la Paix » exprime un désir de fin de ce conflit sanglant. Ces œuvres musicales et poétiques participent à la construction du mythe du Bois-le-Prêtre en tant que symbole de la guerre totale et du sacrifice, tout en offrant une réflexion poignante sur l’absurdité de la guerre et l'espoir de la paix. 
Là-bas, là-bas, dans les tranchées
Dans les guitounes, le Régiment
Ecoute la triste mélopée
Que font les canons en tonnant.
Sous la pluie de balles et de mitraille
Ils sont là, frémissants, sacrifiés
Et tous pris dans l’horrible tenaille
De la mort au souffle âcre et glacé.
Ecoutez l’ouragan déchaîné
Les plaintes et les cris des blessés,
Râles de souffrance,
C’est pour la France
Ce crime innommable, effrayant
C’est la guerre la buveuse de sang
Dansez à la voix du canon
Soldats du front.
Mais la bataille est terminée,
On fait appel au régiment
Les hommes sortent de leurs tranchées
Sur deux mille il en reste huit cents.
Le drapeau dans ses plis symboliques
Portera plus tard en lettres d’or
Linonville ! Et ce nom fatidique
Evoque en nous la défaite et la mort.
Après tant de pertes cruelles
Le régiment est reformé
Il est prêt aux batailles nouvelles
Du Bois-le-Prêtre où il va se terrer.
Là toujours à la grande Faucheuse
Il apporte son tribut journalier
Grelottant dans la tranchée boueuse
Il va dormir et tâcher d’oublier.
Fuyez, fuyez, visions sanglantes
Laissez venir mon rêve bleu
Dans nos cœurs l’étreinte angoissante
Fait place à l’espoir peu à peu
Car je vois dans mon rêve magnifique
Une femme, une mère, un bébé.
La paix, de sa règle magique
Nous faits tous rentrer au foyer.
Ecoutez la douce mélopée
Les cloches sonnent à la volée
Cris d’allégresse
Chansons d’ivresse.
Les peuples seront pour toujours
Unis dans un unique amour
Prospérité, concorde et paix,

Peuple Français.